# Prenomi inglesi
Questa voce raccoglie i prenomi tipici della lingua inglese, con eventuali varianti e ipocoristici e alterazioni e l'equivalente in italiano (dove esiste).

## A
Maschili
| Nome       | Varianti               | Ipocoristici e alterazioni | Corrispondente italiano |
| ---------- | ---------------------- | -------------------------- | ----------------------- |
| Aarona     | Arrona                 |                            | Aronne                  |
| Abrahama   |                        | Abea, Brama                | Abramo                  |
| Abnera     |                        |                            |                         |
| Acea       |                        |                            |                         |
| Adaira     |                        |                            |                         |
| Adama      |                        |                            | Adamo                   |
| Addisona   |                        |                            |                         |
| Adolpha    |                        | Dolpha                     | Adolfo                  |
| Adriana    |                        |                            | Adriano                 |
| Aidana     | Aidena, Adena          |                            |                         |
| Alana      | Allana, Allena         | Ala                        | Alano                   |
| Albana     |                        | Ala                        | Albano                  |
| Alberta    |                        | Ala                        | Alberto                 |
| Aldena     |                        | Ala                        |                         |
| Aldousa    |                        | Ala                        | Aldo                    |
| Alexandera |                        | Ala, Aleca, Alexa, Lexa    | Alessandro              |
| Alexisa    | Alexusa                | Lexusa                     | Alessio                 |
| Alfreda    |                        | Alfa, Alfiea               | Alfredo                 |
| Algera     |                        |                            |                         |
| Algernona  |                        |                            |                         |
| Aloysiusa  |                        |                            | Aloisio                 |
| Alphaa     |                        |                            |                         |
| Alphonsoa  |                        | Lona, Lonniea, Lonnya      | Alfonso                 |
| Altona     |                        |                            |                         |
| Alvaa      |                        |                            |                         |
| Alvina     | Elvina, Elwina, Elwyna |                            |                         |
| Ambrosea   |                        |                            | Ambrogio                |
| Andersona  |                        |                            |                         |
| Andrewa    | Andrea                 | Andya, Andiea, Drewa, Drea | Andrea                  |
| Angela     |                        |                            | Angelo                  |
| Angusa     |                        | Gusa                       |                         |
| Ansela     |                        |                            |                         |
| Anselma    |                        |                            | Anselmo                 |
| Ansona     |                        |                            |                         |
| Anthonya   | Antonya, Antwana       | Tonya                      | Antonio                 |
| Archibalda |                        | Archiea                    | Arcibaldo               |
| Ardena     |                        |                            |                         |
| Ariela     |                        |                            | Ariele                  |
| Arlena     |                        |                            |                         |
| Arliea     |                        |                            |                         |
| Arloa      |                        |                            |                         |
| Arnolda    |                        | Arna, Arniea               | Arnaldo                 |
| Arthura    |                        | Arta                       | Arturo                  |
| Arvela     |                        |                            |                         |
| Asaph      |                        |                            |                         |
| Ashleya    |                        | Asha                       |                         |
| Ashera     |                        |                            |                         |
| Ashtona    |                        |                            |                         |
| Aston      |                        |                            |                         |
| Atticus    |                        |                            | Attico                  |
| Aubreya    |                        |                            | Alberico                |
| Audleya    |                        |                            |                         |
| Augusta    |                        | Gusa                       | Augusto                 |
| Augustinea | Austina, Austena       |                            | Agostino                |
| Averya     |                        |                            |                         |

Femminili
| Nome       | Varianti                                                                     | Ipocoristici e alterazioni                                                  | Corrispondente italiano |
| ---------- | ---------------------------------------------------------------------------- | --------------------------------------------------------------------------- | ----------------------- |
| Abigaila   |                                                                              | Abbia, Abbiea, Abbya, Abbeya, Gaila, Gailaa, Galea, Gaylea, Gaylaa          | Abigaille               |
| Adaa       |                                                                              |                                                                             | Ada                     |
| Addisona   | Addysona                                                                     |                                                                             |                         |
| Adelaa     | Adeliaa, Adellaa, Adelea, Adellea                                            | Adelinea, Dellaa                                                            | Adele                   |
| Adelaidea  |                                                                              | Addya, Addiea, Dellaa                                                       | Adelaide                |
| Adriaa     |                                                                              |                                                                             | Adria                   |
| Adrianaa   | Adriannaa, Adriannea                                                         |                                                                             | Adriana                 |
| Agathaa    |                                                                              | Aggiea                                                                      | Agata                   |
| Agnesa     | Annisa, Annicea                                                              | Aggiea                                                                      | Agnesea                 |
| Aishaa     | Ieshaa                                                                       |                                                                             |                         |
| Alanaa     | Alainaa, Alanisa, Alannaa                                                    | Lanaa                                                                       |                         |
| Albertaa   |                                                                              |                                                                             | Alberta                 |
| Aletheaa   | Aleteaa                                                                      |                                                                             |                         |
| Alexandraa | Alexandriaa                                                                  | Alexa, Alexaa, Alexinaa, Alexandrinaa, Lexaa, Lexia, Lexya, Lexiea, Lexinea | Alessandra              |
| Alexisa    | Alexiaa                                                                      | Alexinaa, Lexaa, Lexia, Lexya, Lexiaa                                       | Alessia                 |
| Alfredaa   |                                                                              | Fredaa, Freddiea                                                            | Alfreda                 |
| Alicea     | Aliciaa, Alishaa, Aleciaa, Alyssaa, Alissaa, Alycea, Alyciaa, Alysa, Alysiaa | Lishaa, Lyssaa                                                              | Alice                   |
| Alinaa     | Alinea                                                                       |                                                                             | Alina                   |
| Alisona    | Allysona, Alysona, Allysona                                                  | Allya, Alliea                                                               |                         |
| Allegraa   |                                                                              |                                                                             | Allegra                 |
| Almaa      |                                                                              |                                                                             | Alma                    |
| Alphaa     |                                                                              |                                                                             |                         |
| Alvinaa    | Alvenaa, Elvinaa                                                             |                                                                             |                         |
| Amabela    |                                                                              | Mabela, Maybellea, Maybellinea                                              | Amabile                 |
| Amandaa    |                                                                              | Mandya, Mandia                                                              | Amanda                  |
| Ambera     |                                                                              |                                                                             | Ambra                   |
| Ambrosinea |                                                                              |                                                                             | Ambrogina               |
| Ameliaa    | Emeliaa                                                                      |                                                                             | Amalia                  |
| Americaa   |                                                                              |                                                                             |                         |
| Amya       | Amia, Amiea                                                                  |                                                                             | Amata                   |
| Anastasiaa | Anastaciaa                                                                   |                                                                             | Anastasia               |
| Andreaa    | Andraa                                                                       | Andia, Andiea, Andya, Dreaa                                                 | Andreina                |
| Angelaa    | Angeliaa, Angela                                                             | Angelinaa, Angiea                                                           | Angela                  |
| Angelicaa  |                                                                              |                                                                             | Angelica                |
| Anitaa     |                                                                              |                                                                             | Anita                   |
| Annaa      | Annea, Anna                                                                  | Anniea, Annettea, Annikaa, Annekaa, Nana, Nanniea, Nannya, Nanettea         | Anna                    |
| Annabela   | Annabellaa, Annabellea, Anabela                                              |                                                                             | Annabella               |
| Annabetha  |                                                                              |                                                                             |                         |
| Annmariea  |                                                                              |                                                                             | Annamaria               |
| Anonaa     |                                                                              |                                                                             |                         |
| Antoniaa   |                                                                              | Antonettea, Tonia, Toniaa, Tonyaa                                           | Antonia                 |
| Aprila     | Avrila                                                                       |                                                                             |                         |
| Arabellaa  |                                                                              |                                                                             |                         |
| Aramintaa  |                                                                              | Mintaa, Mintya                                                              |                         |
| Ardena     |                                                                              |                                                                             |                         |
| Arethaa    |                                                                              |                                                                             |                         |
| Ariaa      |                                                                              |                                                                             |                         |
| Arianaa    |                                                                              |                                                                             | Arianna                 |
| Ariela     | Ariellaa                                                                     |                                                                             |                         |
| Arlette    |                                                                              |                                                                             |                         |
| Arliea     |                                                                              |                                                                             |                         |
| Arlinea    | Arlenea, Arleena                                                             |                                                                             |                         |
| Ashleya    |                                                                              | Asha                                                                        |                         |
| Ashtona    |                                                                              |                                                                             |                         |
| Asiaa      |                                                                              |                                                                             | Asia                    |
| Athenaa    |                                                                              |                                                                             | Atena                   |
| Aubreya    |                                                                              |                                                                             | Alberica                |
| Audreya    | Audraa                                                                       | Audiea                                                                      |                         |
| Augustaa   |                                                                              | Gussiea                                                                     | Augusta                 |
| Auraa      |                                                                              |                                                                             | Aura                    |
| Auroraa    |                                                                              |                                                                             | Aurora                  |
| Autumna    |                                                                              |                                                                             |                         |
| Avelinea   | Avelinaa                                                                     |                                                                             | Evelina                 |
| Averya     |                                                                              |                                                                             |                         |
| Avisa      |                                                                              |                                                                             |                         |
| Azurea     | Azuraa                                                                       |                                                                             | Azzurra                 |

## B
Maschili
| Nome         | Varianti               | Ipocoristici e alterazioni            | Corrispondente italiano |
| ------------ | ---------------------- | ------------------------------------- | ----------------------- |
| Baileya      |                        |                                       |                         |
| Baldricha    |                        |                                       | Balderico               |
| Baldwina     |                        |                                       | Baldovino               |
| Balfoura     |                        |                                       |                         |
| Barnabasa    | Barnabya               | Barneya                               | Barnaba                 |
| Barretta     |                        |                                       |                         |
| Barrya       | Barriea, Berrya        |                                       |                         |
| Bartholomewa |                        | Barta, Tollya                         | Bartolomeo              |
| Basila       |                        |                                       | Basilio                 |
| Baxtera      |                        |                                       |                         |
| Beaua        |                        |                                       |                         |
| Beaumonta    |                        |                                       |                         |
| Benedicta    | Bennetta               | Bennya, Benniea, Bena                 | Benedetto               |
| Benjamina    |                        | Bennya, Benniea, Benjia, Benjya, Bena | Beniamino               |
| Bensona      |                        |                                       |                         |
| Bentleya     |                        |                                       |                         |
| Bentona      |                        |                                       |                         |
| Bernarda     |                        | Barneya, Berniea, Bernya              | Bernardo                |
| Berta        | Bertiea                |                                       | Berto                   |
| Bertrama     |                        |                                       | Beltramo                |
| Bertranda    |                        |                                       | Bertrando               |
| Beverley     | Beverlya               |                                       |                         |
| Bevisa       |                        |                                       |                         |
| Bishopa      |                        |                                       |                         |
| Blainea      |                        |                                       |                         |
| Blaira       |                        |                                       |                         |
| Blakea       |                        |                                       |                         |
| Blaise       | Blazea                 |                                       | Biagio                  |
| Blessinga    |                        |                                       |                         |
| Blythea      | Blytha                 |                                       |                         |
| Bonifacea    |                        |                                       | Bonifacio               |
| Bookera      |                        |                                       |                         |
| Boycea       |                        |                                       |                         |
| Boyda        |                        |                                       |                         |
| Bradena      | Braedena               | Brada                                 |                         |
| Bradforda    |                        | Brada                                 |                         |
| Bradleya     |                        | Brada                                 |                         |
| Bradya       |                        | Brada                                 |                         |
| Brandona     | Brandena               |                                       |                         |
| Brannona     |                        |                                       |                         |
| Branta       | Branda, Brandta        |                                       |                         |
| Brendana     | Brendena, Brendona     |                                       |                         |
| Brennana     |                        |                                       |                         |
| Brenta       |                        |                                       |                         |
| Bretta       |                        |                                       |                         |
| Briana       | Bryana, Briona, Bryona |                                       |                         |
| Bricea       | Brycea                 |                                       | Brizio                  |
| Brittona     |                        |                                       |                         |
| Brocka       |                        |                                       |                         |
| Broderick    |                        |                                       |                         |
| Brodya       |                        |                                       |                         |
| Brooka       |                        |                                       |                         |
| Brucea       |                        |                                       |                         |
| Bryanta      |                        |                                       |                         |
| Bucka        |                        |                                       |                         |
| Buddya       |                        | Buda                                  |                         |
| Burkea       |                        |                                       |                         |
| Burtona      |                        | Burta                                 |                         |
| Bustera      |                        |                                       |                         |
| Byrona       |                        |                                       |                         |
| Bysshea      |                        |                                       |                         |

Femminili
| Nome        | Varianti                                 | Ipocoristici e alterazioni | Corrispondente italiano |
| ----------- | ---------------------------------------- | -------------------------- | ----------------------- |
| Baileya     |                                          |                            |                         |
| Barbaraa    | Barbraa                                  | Barbiea, Babsa             | Barbara                 |
| Bambia      |                                          |                            |                         |
| Bathsheba   |                                          |                            | Betsabea                |
| Beatrixa    | Beatricea                                | Beaa, Beea, Trixa, Trixiea | Beatrice                |
| Belindaa    |                                          | Bindya                     |                         |
| Bellaa      | Bellea                                   |                            | Bella                   |
| Berenicea   | Bernicea, Berniecea                      | Berniea, Bernya, Bunnya    | Berenice                |
| Bernadettea | Bernardinea                              | Berniea, Bernya            | Bernarda                |
| Berthaa     | Bertiea, Bertinaa                        |                            | Berta                   |
| Beryla      |                                          |                            |                         |
| Betha       | Bettiea, Bettya, Bettyea, Bettea         |                            | Betta                   |
| Bethanya    | Bethaniea                                |                            |                         |
| Beulaha     |                                          |                            |                         |
| Beverleya   | Beverlya                                 | Beva                       |                         |
| Blaira      |                                          |                            |                         |
| Blanchea    | Blancha                                  |                            | Bianca                  |
| Blessinga   |                                          |                            |                         |
| Blondiea    |                                          |                            | Bionda                  |
| Blossoma    |                                          |                            |                         |
| Blyhea      | Blytha                                   |                            |                         |
| Bonitaa     |                                          |                            |                         |
| Bonniea     |                                          |                            |                         |
| Braelyna    |                                          |                            |                         |
| Brandya     | Brandia, Brandiea, Brandea, Brandeea     |                            |                         |
| Bretta      |                                          |                            |                         |
| Briannaa    | Brianaa, Briannea                        |                            |                         |
| Bridgeta    | Bridgettea                               | Biddya                     | Brigida                 |
| Brittanya   | Brittania, Brittneya, Britneya, Brittnya |                            |                         |
| Brooka      | Brookea                                  |                            |                         |
| Bryonya     | Brionya                                  |                            |                         |

## C
Maschili
| Nome         | Varianti                                            | Ipocoristici e alterazioni                      | Corrispondente italiano |
| ------------ | --------------------------------------------------- | ----------------------------------------------- | ----------------------- |
| Cadea        |                                                     |                                                 |                         |
| Cadena       | Caidena, Caydena, Kadena, Kaedena, Kaidena, Kaydena |                                                 |                         |
| Caleba       | Kaleba                                              | Calea                                           |                         |
| Callahana    |                                                     |                                                 |                         |
| Calvina      |                                                     | Cala                                            |                         |
| Camerona     | Camrona                                             | Cama                                            |                         |
| Careya       | Carya                                               |                                                 |                         |
| Carlislea    | Carlylea                                            |                                                 |                         |
| Carsona      |                                                     |                                                 |                         |
| Cartera      |                                                     |                                                 |                         |
| Caseya       | Kaseya                                              |                                                 |                         |
| Casha        |                                                     |                                                 |                         |
| Casimira     |                                                     |                                                 | Casimiro                |
| Cassiusa     |                                                     |                                                 | Cassio                  |
| Cecila       |                                                     |                                                 | Cecilio                 |
| Cedrica      |                                                     |                                                 |                         |
| Celestea     |                                                     | Celestinea                                      | Celeste                 |
| Chada        | Shada                                               |                                                 |                         |
| Chadwicka    |                                                     |                                                 |                         |
| Chandlera    |                                                     |                                                 |                         |
| Charlesa     | Carla, Karla                                        | Charliea, Charleya, Chasa, Chaza, Chipa, Chucka | Carlo                   |
| Charltona    | Carltona                                            |                                                 |                         |
| Chaunceya    |                                                     | Chancea                                         |                         |
| Chasea       |                                                     |                                                 |                         |
| Chesleya     |                                                     |                                                 |                         |
| Chestera     |                                                     | Cheta                                           |                         |
| Cheyennea    |                                                     |                                                 |                         |
| Christiana   |                                                     | Chrisa, Krisa                                   | Cristiano               |
| Christophera | Kristophera                                         | Chrisa, Krisa, Chipa, Kita, Tophera             | Cristoforo              |
| Clancya      |                                                     |                                                 |                         |
| Clarencea    |                                                     |                                                 |                         |
| Clarka       |                                                     |                                                 |                         |
| Clauda       | Claudea                                             |                                                 | Claudio                 |
| Claya        |                                                     |                                                 |                         |
| Claytona     |                                                     |                                                 |                         |
| Clementa     |                                                     | Clema                                           | Clemente                |
|              | Cletusa                                             |                                                 | Anacleto                |
| Clevelanda   |                                                     | Clevea                                          |                         |
| Clifforda    |                                                     | Cliffa                                          |                         |
| Cliftona     |                                                     | Cliffa                                          |                         |
| Clintona     |                                                     | Clinta                                          |                         |
| Clivea       |                                                     |                                                 |                         |
| Clydea       |                                                     |                                                 |                         |
| Codya        | Codiea                                              |                                                 |                         |
| Cohena       |                                                     |                                                 |                         |
| Colberta     |                                                     |                                                 |                         |
| Colbya       |                                                     |                                                 |                         |
| Colea        |                                                     |                                                 |                         |
| Colemana     |                                                     |                                                 | Colombano               |
| Colina       |                                                     |                                                 |                         |
| Coltona      |                                                     |                                                 |                         |
| Connora      | Conora                                              |                                                 |                         |
| Conrada      |                                                     |                                                 | Corrado                 |
| Constanta    |                                                     |                                                 | Costante                |
| Conwaya      |                                                     |                                                 |                         |
| Coopera      |                                                     |                                                 |                         |
| Corbina      |                                                     |                                                 |                         |
| Cordella     |                                                     |                                                 |                         |
| Coreya       | Corya, Koreya                                       |                                                 |                         |
| Corneliusa   |                                                     |                                                 | Cornelio                |
| Cornella     |                                                     |                                                 |                         |
| Courtneya    | Cortneya                                            |                                                 |                         |
| Corwina      |                                                     |                                                 |                         |
| Cosmoa       |                                                     |                                                 | Cosimo                  |
| Craiga       |                                                     |                                                 |                         |
| Crawforda    |                                                     |                                                 |                         |
| Crispina     | Crispiana                                           |                                                 | Crispino                |
| Cullena      |                                                     |                                                 |                         |
| Curta        |                                                     |                                                 |                         |
| Curtisa      | Kurtisa                                             | Curta                                           |                         |
| Cuthberta    |                                                     |                                                 | Cutberto                |
| Cyrila       |                                                     | Cya                                             | Cirillo                 |
| Cyrusa       |                                                     | Cya                                             | Ciro                    |

Femminili
| Nome        | Varianti                                                             | Ipocoristici e alterazioni                                                                                | Corrispondente italiano |
| ----------- | -------------------------------------------------------------------- | --- | ----------------------- |
| Caitlina    | Cathleena, Kathleena, Kathlyna                                       | |                         |
| Calistaa    | Callistaa                                                            | | Callista                |
| Callaa      |                                                                      | |                         |
| Camerona    | Camryna                                                              | Cama |                         |
| Camillaa    |                                                                      | Cammiea                                                                                                   | Camilla                 |
| Candacea    | Candicea, Candycea, Candisa, Kandacea                                | Candia, Candya, Kandia                                                                                    |                         |
| Candidaa    |                                                                      | | Candida                 |
| Caraa       | Karaa                                                                | | Cara                    |
| Careya      | Carya                                                                | |                         |
| Carinaa     |                                                                      | | Carina                  |
| Carmela     | Carmellaa, Carmena                                                   | | Carmela                 |
| Carolinea   | Carolinaa, Carolyna, Carlyna, Karloyna                               | Carola, Calliea, Carriea, Carrya, Karriea, Caria, Caryla                                                  | Carolina                |
| Carsona     |                                                                      | |                         |
| Caseya      | Kaseya                                                               | |                         |
| Cassandraa  | Kassandraa                                                           | Cassiea, Cassa                                                                                            | Cassandra               |
| Cassidya    |                                                                      | Cassiea, Cassa                                                                                            |                         |
| Ceciliaa    | Cecilya, Ceceliaa, Sheilaa, Sheliaa, Shylaa, Shaylaa                 | Sissya, Sissiea, Cissya                                                                                   | Cecilia                 |
| Celestea    |                                                                      | Celestinea                                                                                                | Celeste                 |
| Celiaa      |                                                                      | | Celia                   |
| Chanela     | Chanellea, Shanellea                                                 | |                         |
| Chantala    | Chantela, Chantellea, Shantela, Shantellea                           | |                         |
| Charisa     | Carisa, Charissaa, Carissaa, Karissaa                                | |                         |
| Charismaa   |                                                                      | |                         |
| Charissea   | Chericea, Cherisea, Sharisea, Sherissea                              | |                         |
| Charitya    |                                                                      | |                         |
| Charlaa     | Charliea, Charleya, Carlaa, Carliea, Carlya, Charlizea               | Charlenea, Carlenea, Karlenea, Charleena, Sharlenea, Sharleena                                            | Carla                   |
| Charlottea  |                                                                      | Lottiea, Tottya, Tottiea                                                                                  | Carlotta                |
| Charmainea  | Sharmainea                                                           | |                         |
| Chastitya   | Chasitya                                                             | |                         |
| Chelseaa    |                                                                      | |                         |
| Cheriea     | Cheria                                                               | |                         |
| Cheryla     | Cherryla, Sheryla, Sherylla, Sharyla, Sherilla, Cherilyna, Sherilyna | Chera |                         |
| Cherisha    |                                                                      | |                         |
| Cherrya     |                                                                      | |                         |
| Cheyennea   |                                                                      | |                         |
| Chloea      |                                                                      | | Cloe                    |
| Christianaa | Christiannea                                                         | Tianaa | Cristiana               |
| Christinea  | Christinaa, Kirstena, Kristina, Kristena                             | Chrisa, Christia, Christiea, Christya, Kristia, Kristiea, Kristya, Chrissiea, Chrissya, Christaa, Kristaa | Cristina                |
| Christabela | Christobela, Christabellaa, Christabellea                            | |                         |
| Claraa      | Clarea, Claira, Clairea                                              | | Chiara                  |
| Claricea    | Clarissaa                                                            | | Clarissa                |
| Claudiaa    | Claudea                                                              | | Claudia                 |
| Clemencea   |                                                                      | | Clementina              |
|             | Cleoa                                                                | | Cleopatra               |
| Cloris      |                                                                      | | Clori                   |
| Clotildaa   |                                                                      | | Clotilde                |
| Colleena    | Coleena                                                              | |                         |
| Constancea  |                                                                      | Conniea                                                                                                   | Costanza                |
| Coraa       | Corettaa, Corriea, Coriea                                            | |                         |
| Corala      |                                                                      | | Corallo                 |
| Cordeliaa   |                                                                      | Corriea, Coriea                                                                                           | Cordelia                |
| Coria       | Koria, Coriea, Corriea                                               | |                         |
| Corinnaa    | Corinnea, Corinaa, Corinea, Corrinaa, Corrinea                       | Corriea, Coriea                                                                                           | Corinnaa                |
| Corneliaa   |                                                                      | Corriea, Coriea                                                                                           | Cornelia                |
| Courtneya   | Cortneya                                                             | |                         |
| Crystala    | Chrystala, Christala, Krystala, Kristala                             | |                         |
| Cynthiaa    |                                                                      | Cindya, Cyndia, Cindia, Sindya                                                                            | Cinzia                  |
| Cyrillaa    |                                                                      | | Cirilla                 |

## D
Maschili
| Nome        | Varianti                                   | Ipocoristici e alterazioni | Corrispondente italiano |
| ----------- | ------------------------------------------ | -------------------------- | ----------------------- |
| Dakotaa     |                                            |                            |                         |
| Dalea       |                                            |                            |                         |
| Dallasa     |                                            |                            |                         |
| Daltona     |                                            |                            |                         |
| Damiana     |                                            |                            | Damiano                 |
| Damona      |                                            |                            |                         |
| Danaa       |                                            |                            |                         |
| Danea       |                                            |                            |                         |
| Daniela     |                                            | Dana, Danniea, Dannya      | Daniele                 |
| Darbya      |                                            |                            |                         |
| Darcya      |                                            |                            |                         |
| Dariusa     |                                            |                            | Dario                   |
| Darnella    |                                            |                            |                         |
| Darrella    | Darrela, Darella, Darryla, Daryla, Derryla |                            |                         |
| Darrena     | Derrena, Darrina, Darena, Dariana          |                            |                         |
| Davida      |                                            | Davea, Daveya, Davya       | Davide                  |
| Davisa      |                                            |                            |                         |
| Dawsona     |                                            |                            |                         |
| Daxa        |                                            |                            |                         |
| Daytona     |                                            |                            |                         |
| Deacona     |                                            |                            |                         |
| Deana       |                                            |                            |                         |
| Declana     |                                            |                            |                         |
| Dederika    |                                            | Dirka                      | Teodorico               |
| Delanoa     |                                            |                            |                         |
| Deliverance |                                            |                            |                         |
| Delmara     |                                            |                            |                         |
| Dennisa     | Denisa                                     | Dena, Dennya, Diona        | Dionigi                 |
| Dentona     |                                            |                            |                         |
| Denvera     |                                            |                            |                         |
| Denzila     | Denzela                                    |                            |                         |
| Dereka      | Dericka, Derricka                          |                            |                         |
| Devina      | Devona, Devyna, Davina                     |                            |                         |
| Desmonda    |                                            | Desa, Dezia                |                         |
| Dextera     |                                            | Dexa                       |                         |
| Dixona      |                                            |                            |                         |
| Dominica    | Dominicka, Domenica                        | Doma, Nica                 | Domenico                |
| Donalda     |                                            | Donniea, Donnya, Dona      |                         |
| Donovana    |                                            |                            |                         |
| Douglasa    |                                            |                            |                         |
| Drakea      |                                            |                            |                         |
| Duanea      | Dewaynea, Dwaina, Dwaynea                  |                            |                         |
| Dudleya     |                                            |                            |                         |
| Dukea       |                                            |                            |                         |
| Duncana     |                                            |                            |                         |
| Dunstana    |                                            |                            | Dunstano                |
| Durwarda    |                                            |                            |                         |
| Dustina     |                                            |                            |                         |
| Dustya      |                                            |                            |                         |
| Dwighta     |                                            |                            |                         |
| Dylana      | Dillona                                    |                            |                         |

Femminili
| Nome        | Varianti                                | Ipocoristici e alterazioni           | Corrispondente italiano |
| ----------- | --------------------------------------- | ------------------------------------ | ----------------------- |
| Dahliaa     | Daliaa                                  |                                      | Dalia                   |
| Daisya      |                                         |                                      |                         |
| Dakotaa     |                                         |                                      |                         |
| Damaris     |                                         |                                      | Damaride                |
| Dalea       |                                         |                                      |                         |
| Danaa       | Daynaa                                  |                                      |                         |
| Danicaa     | Danikaa                                 |                                      |                         |
| Daniellea   | Daniellaa, Danielaa                     | Dania, Dannia, Danettea, Danitaa     | Daniela                 |
| Daphnea     |                                         |                                      | Dafne                   |
| Darbya      |                                         |                                      |                         |
| Darcya      | Darceya                                 |                                      |                         |
| Dariaa      |                                         |                                      | Daria                   |
| Darlenea    | Darleena                                | Darlaa                               |                         |
| Davidaa     | Davinaa, Daviniaa                       |                                      |                         |
| Dawna       |                                         |                                      |                         |
| Deannaa     | Deannea, Deanaa, Deeanna, Deenaa        |                                      |                         |
| Deboraha    | Debraa                                  | Deba, Debbya, Debbiea, Debbia, Debia | Debora                  |
| Deirdrea    | Deidrea, Deidraa                        |                                      |                         |
| Deliaa      |                                         |                                      | Delia                   |
| Delilaha    |                                         |                                      | Dalila                  |
| Deliverance |                                         |                                      |                         |
| Delphiaa    |                                         |                                      |                         |
| Deltaa      |                                         |                                      |                         |
| Demelzaa    |                                         |                                      |                         |
| Denaa       |                                         |                                      |                         |
| Denisea     | Denicea                                 | Dionea, Dionnea                      | Dionisia                |
| Desireea    | Desiraea                                |                                      | Desiderata              |
| Destinya    |                                         |                                      |                         |
| Devina      | Devona, Devyna                          |                                      |                         |
| Dianaa      | Dianea, Dianna, Diannaa, Diannea, Dyana | Dia                                  | Diana                   |
| Dinaha      | Dinaa                                   |                                      | Dina                    |
| Dixiea      |                                         |                                      |                         |
| Doloresa    | Deloresa, Delorisa, Deloraa             | Dollya, Dolliea, Lolaa               |                         |
| Dominicaa   |                                         |                                      | Domenica                |
| Donnaa      | Donaa                                   |                                      |                         |
| Doraa       | Dorettaa, Doritaa                       |                                      | Dora                    |
| Doreena     | Dorinea                                 |                                      |                         |
| Dorindaa    |                                         |                                      |                         |
| Dorisa      | Dorrisa                                 | Dorya                                |                         |
| Dorothya    | Dorotheaa, Dorthaa, Dorthya             | Dodiea, Dorya, Dota, Dottiea, Dottya | Dorotea                 |
| Dovea       |                                         |                                      |                         |
| Dulcibellaa |                                         |                                      |                         |
| Dulciea     |                                         |                                      |                         |
| Dustya      |                                         |                                      |                         |

## E
Maschili
| Nome       | Varianti                 | Ipocoristici e alterazioni | Corrispondente italiano |
| ---------- | ------------------------ | -------------------------- | ----------------------- |
| Earla      | Earlea, Erlea            |                            |                         |
| Ebenezer   | Ebena                    |                            |                         |
| Eda        | Eddiea, Eddya            |                            |                         |
| Edgara     |                          |                            | Edgardo                 |
| Edisona    |                          |                            |                         |
| Edmunda    |                          | Neda                       | Edmondo                 |
| Edrica     | Arica                    |                            |                         |
| Edulf      | Edolph                   |                            |                         |
| Edwarda    |                          | Neda, Teda, Teddya         | Edoardo                 |
| Edwina     | Edwyna                   |                            | Edvino                  |
| Egberta    |                          |                            | Egberto                 |
| Eldona     |                          |                            |                         |
| Eldreda    |                          |                            |                         |
| Elia       | Elya                     |                            |                         |
| Elihua     |                          |                            |                         |
| Elijaha    | Eliasa                   |                            | Elia                    |
| Elisha     |                          |                            | Eliseo                  |
| Ellerya    |                          |                            |                         |
| Elliotta   | Elliota, Eliota, Eliotta |                            |                         |
| Ellisa     |                          |                            |                         |
| Elmera     |                          |                            |                         |
| Elmoa      |                          |                            | Elmo                    |
| Eltona     |                          |                            |                         |
| Elvisa     |                          |                            |                         |
| Elwooda    |                          |                            |                         |
| Emersona   | Emmersona                |                            |                         |
| Emerya     | Emorya                   |                            | Amerigo                 |
| Emila      |                          |                            | Emilio                  |
| Emmanuela  | Manuela                  | Mannya                     | Emanuele                |
| Emmetta    | Emmeta                   |                            |                         |
| Enoch      |                          |                            |                         |
| Erica      | Ericka, Erika, Arica     |                            |                         |
| Ernesta    | Earnesta                 | Erna, Erniea               | Ernesto                 |
| Errola     |                          |                            |                         |
| Erskinea   |                          |                            |                         |
| Esméa      | Esmea                    |                            |                         |
| Esmonda    | Esmunda                  |                            |                         |
| Ethana     |                          |                            |                         |
| Ethelberta |                          | Delberta                   | Adalberto               |
| Ethelreda  |                          |                            | Etelredo                |
| Eugenea    |                          | Genea                      | Eugenio                 |
| Eustacea   |                          |                            | Eustachio               |
| Evana      |                          |                            |                         |
| Everarda   |                          |                            | Eberardo                |
| Everetta   | Everettea, Everitta      |                            |                         |
| Ewarta     |                          |                            |                         |
| Ezekiela   |                          | Zekea                      | Ezechiele               |
| Ezraa      |                          |                            | Esdra                   |

Femminili
| Nome        | Varianti                                          | Ipocoristici e alterazioni                                                                                                  | Corrispondente italiano |
| ----------- | ------------------------------------------------- | --- | ----------------------- |
| Earlenea    | Earlinea, Earleena                                | |                         |
| Earthaa     |                                                   | |                         |
| Eastera     |                                                   | |                         |
| Ebbaa       |                                                   | |                         |
| Ebonya      |                                                   | |                         |
| Edena       |                                                   | |                         |
| Editha      | Edythea                                           | Ediea | Editta                  |
| Ednaa       |                                                   | |                         |
| Edwinaa     | Edwynaa, Edwenaa, Edweenaa                        | | Edvina                  |
| Eglantinea  |                                                   | | Eglantina               |
| Eileena     | Aileena, Ilenea                                   | | Evelina                 |
| Eleanora    | Eleanorea, Eleanoraa, Elenoraa, Eleonora, Elinora | Lenoraa, Lenorea, Elnoraa, Eleaa                                                                                            | Eleonora                |
| Elfledaa    |                                                   | |                         |
| Elfredaa    | Elfridaa, Elfriedaa                               | | Elfrida                 |
| Elisaa      | Elizaa, Elisea, Elysea                            | | Elisa                   |
| Elizabetha  | Elisabetha                                        | Lizbetha, Bessa, Bessiea, Betsya, Buffya, Libbya, Libbiea, Liddya, Lilibeta, Lilibetha, Lisettea, Lizettea, Lizziea, Lizzya | Elisabetta              |
| Ellaa       |                                                   | |                         |
| Ellea       | Ellaa, Elliea, Ellya, Ellia                       | |                         |
| Elmiraa     | Almiraa                                           | |                         |
| Eloisea     | Elouisea                                          | | Eloisa                  |
| Elsaa       | Elsiea                                            | | Elsa                    |
| Emeralda    | Esmeraldaa                                        | | Esmeralda               |
| Emersona    |                                                   | |                         |
| Emilya      |                                                   | Ema, Emmiea, Emmya, Millya                                                                                                  | Emilia                  |
| Emmaa       |                                                   | Ema, Emmiea, Emmya | Emma                    |
| Emmelinea   | Emmalinea                                         | |                         |
| Enolaa      |                                                   | |                         |
| Epiphanya   |                                                   | | Epifania                |
| Ericaa      | Erickaa, Erikaa                                   | | Erica                   |
| Erina       | Eryna                                             | |                         |
| Ermintrudea |                                                   | | Ermentrude              |
| Ernestinea  | Earnestinea                                       | | Ernestina               |
| Esméa       | Esmea, Esméea                                     | |                         |
| Estellea    | Estellaa                                          | Essiea | Stella                  |
| Esthera     | Hestera                                           | Estaa, Essiea, Hettiea | Ester                   |
| Ethela      |                                                   | Ethelyna |                         |
| Ethelindaa  |                                                   | |                         |
| Eugeniaa    |                                                   | Geniea | Eugenia                 |
| Eulaliaa    |                                                   | Eulaa, Laliaa | Eulalia                 |
| Eunicea     | Unicea                                            | | Eunice                  |
| Euphemiaa   |                                                   | Effiea, Eppiea, Femiea, Phemiea                                                                                             | Eufemia                 |
| Eustaciaa   |                                                   | | Eustachia               |
| Evangelinea | Evangelinaa                                       | | Evangelina              |
| Evea        | Evaa, Avaa                                        | Eviea, Evviea | Eva                     |
| Evelinaa    | Evelinea, Evelyna, Evalinea, Evalyna              | Eviea, Evviea | Evelina                 |

## F
Maschili
| Nome       | Varianti  | Ipocoristici e alterazioni | Corrispondente italiano |
| ---------- | --------- | -------------------------- | ----------------------- |
| Farona     |           |                            |                         |
| Farrella   |           |                            |                         |
| Felixa     |           |                            | Felice                  |
| Fentona    |           |                            |                         |
| Ferdinanda |           | Ferdiea, Ferdya            | Ferdinando              |
| Finleya    | Finlaya   |                            |                         |
| Finnegana  |           |                            |                         |
| Flannerya  |           |                            |                         |
| Fletchera  |           |                            |                         |
| Florencea  |           |                            | Fiorenzo                |
| Flynna     |           |                            |                         |
| Forda      |           |                            |                         |
| Forresta   | Foresta   |                            |                         |
| Fostera    |           |                            |                         |
| Foxa       |           |                            |                         |
| Francisa   |           | Frana                      | Francesco               |
| Franka     |           | Frankiea                   | Franco                  |
| Franklina  | Franklyna |                            |                         |
| Frasera    | Fraziera  |                            |                         |
| Fredericka | Fredricka | Freda, Freddya, Freddiea   | Federico                |
| Freemana   |           |                            |                         |
| Fulka      | Fulkea    |                            | Folco                   |
| Fultona    |           |                            |                         |

Femminili
| Nome       | Varianti    | Ipocoristici e alterazioni                                             | Corrispondente italiano |
| ---------- | ----------- | ---------------------------------------------------------------------- | ----------------------- |
| Faitha     | Faithea     |                                                                        | Fede                    |
| Fallona    |             |                                                                        |                         |
| Fannya     | Fanniea     |                                                                        |                         |
| Fawna      |             |                                                                        |                         |
| Faya       | Fayea, Faea |                                                                        |                         |
| Feliciaa   |             | Lishaa                                                                 | Felicia                 |
| Felicitya  |             | Flicka                                                                 | Felicita                |
| Ferna      | Fernea      |                                                                        |                         |
| Finleya    |             |                                                                        |                         |
| Fionaa     |             |                                                                        |                         |
| Flannerya  |             |                                                                        |                         |
| Floraa     |             | Florettaa, Florriea, Floa                                              | Flora                   |
| Florencea  |             | Florriea, Flossiea, Floa                                               | Fiorenza                |
| Flowera    | Fleura      | Fleurettea                                                             | Fiore                   |
| Fortunea   |             |                                                                        | Fortuna                 |
| Francesa   | Francisa    | Francinea, Frana, Frankiea, Frannya, Franniea, Sissya, Sissiea, Cissya | Francesca               |
| Fredericaa |             |                                                                        | Federica                |
| Freyaa     |             |                                                                        |                         |
| Friedaa    | Freidaa     |                                                                        | Frida                   |
|            |             | Fronaa                                                                 | Sofronia                |

## G
Maschili
| Nome       | Varianti                              | Ipocoristici e alterazioni | Corrispondente italiano |
| ---------- | ------------------------------------- | -------------------------- | ----------------------- |
| Gabriela   |                                       | Gabea, Gabbya              | Gabriele                |
| Gagea      |                                       |                            |                         |
| Galea      | Gaylea                                |                            |                         |
| Galena     |                                       |                            | Galeno                  |
| Gallaghera |                                       |                            |                         |
| Garetha    |                                       |                            |                         |
| Garya      | Garrya, Gareya                        |                            |                         |
| Garfielda  |                                       |                            |                         |
| Garlanda   |                                       |                            |                         |
| Garneta    | Garnetta                              |                            |                         |
| Garretta   | Garreta, Jarretta                     |                            |                         |
| Garricka   |                                       |                            |                         |
| Gartha     |                                       |                            |                         |
| Gavina     |                                       |                            | Galvano                 |
| Gaya       |                                       |                            |                         |
| Gaylorda   | Gayelorda                             |                            |                         |
| Geoffreya  | Geffreya, Jeffreya, Jeffrya, Jefferya | Geoffa, Jeffa, Jepa        |                         |
| Georgea    |                                       | Georgiea, Geordiea         | Giorgio                 |
| Geralda    | Jeralda, Jerolda, Jerrolda            | Gerrya                     | Giraldo                 |
| Gerarda    | Gerrarda, Jerrarda                    | Gerrya                     | Gerardo                 |
| Germana    | Jermaina \|                           | Germano                    |                         |
| Gervasea   | Jarvisa                               |                            | Gervasio                |
| Gideona    |                                       |                            | Gedeone                 |
| Gifta      |                                       |                            |                         |
| Gila       |                                       |                            |                         |
| Gilberta   |                                       | Giba                       | Gilberto                |
| Gilesa     |                                       |                            | Egidio                  |
| Gladwyna   | Gladwina                              |                            |                         |
| Glenna     | Glena                                 |                            |                         |
| Goddarda   |                                       |                            |                         |
| Godfreya   |                                       |                            | Goffredo                |
| Godric     |                                       |                            |                         |
| Godwin     | Goodwin                               |                            |                         |
| Gordona    | Gordena                               | Gorda, Gordiea, Gordya     |                         |
| Gorea      |                                       |                            |                         |
| Gradya     |                                       |                            |                         |
| Grahama    |                                       |                            |                         |
| Granta     |                                       |                            |                         |
| Granvillea | Grenvillea                            |                            |                         |
| Graya      | Greya                                 |                            |                         |
| Graysona   | Greysona                              |                            |                         |
| Gregorya   |                                       | Grega, Gregga              | Gregorio                |
| Griffina   |                                       |                            |                         |
| Grovera    |                                       |                            |                         |
| Guya       |                                       |                            | Guido                   |

Femminili
| Nome       | Varianti                                                | Ipocoristici e alterazioni       | Corrispondente italiano |
| ---------- | ------------------------------------------------------- | -------------------------------- | ----------------------- |
| Gabriellaa | Gabriellea                                              | Gabbya, Briellea                 | Gabriella               |
| Gardeniaa  |                                                         |                                  | Gardenia                |
| Garneta    | Garnetta, Garnettea                                     |                                  |                         |
| Gaya       | Gaea, Gayea                                             |                                  |                         |
| Gemmaa     | Jemmaa                                                  |                                  | Gemma                   |
| Genevievea |                                                         | Genevaa, Nevaa                   | Genoveffa               |
| Georginaa  | Georgiaa, Georginea, Georgenea, Georgianaa, Georgeannaa | Georgiea                         | Giorgia                 |
| Gifta      |                                                         |                                  |                         |
| Ginaa      | Genaa, Geenaa, Jeanaa                                   |                                  | Gina                    |
| Geraldinea |                                                         | Gerrya                           | Geralda                 |
| Gertrudea  |                                                         | Gertiea, Trudya, Trudiea, Trudia | Geltrude                |
| Gilliana   | Jilliana                                                | Gilla, Jilla, Jilliea, Jillya    |                         |
| Gingera    |                                                         |                                  |                         |
| Gisellea   | Gissellea                                               |                                  | Gisella                 |
| Gladysa    |                                                         |                                  |                         |
| Glendaa    |                                                         |                                  |                         |
| Glennaa    |                                                         |                                  |                         |
| Gloriaa    | Glorya, Glorianaa                                       |                                  | Gloria                  |
| Goldiea    |                                                         |                                  |                         |
| Gracea     |                                                         | Graciea                          | Grazia                  |
| Gythaa     | Githaa                                                  |                                  |                         |
| Gretaa     | Grettaa, Gretchena                                      |                                  | Greta                   |
| Griseldaa  |                                                         |                                  | Griselda                |
| Gwena      |                                                         |                                  |                         |
| Gwendaa    |                                                         |                                  |                         |
| Gwendolyna | Guendolena, Gwendolinea                                 |                                  | Guendalina              |
| Gwynetha   |                                                         |                                  |                         |
| Gypsya     |                                                         |                                  |                         |

## H
Maschili
| Nome       | Varianti         | Ipocoristici e alterazioni | Corrispondente italiano |
| ---------- | ---------------- | -------------------------- | ----------------------- |
| Hadleya    |                  |                            |                         |
| Halea      |                  |                            |                         |
| Halla      |                  |                            |                         |
| Hamiltona  |                  |                            |                         |
|            | Hamneta          |                            | Aimone                  |
| Hanka      |                  |                            |                         |
| Hardinga   |                  |                            |                         |
| Hardya     |                  |                            |                         |
| Harlana    | Harlanda         |                            |                         |
| Harleya    |                  |                            |                         |
| Harlowa    |                  |                            |                         |
| Harmona    |                  |                            |                         |
| Harolda    |                  |                            | Aroldo                  |
| Harpera    |                  |                            |                         |
| Harrisa    |                  |                            |                         |
| Harrisona  |                  |                            |                         |
| Hartleya   |                  |                            |                         |
| Harveya    | Harviea, Herveya | Harvea                     | Erveo                   |
| Havena     |                  |                            |                         |
| Haydena    |                  |                            |                         |
| Haydna     |                  |                            |                         |
| Haywooda   |                  |                            |                         |
| Heatha     |                  |                            |                         |
| Hectora    |                  |                            | Ettore                  |
| Hendersona |                  |                            |                         |
| Henrya     | Harrya           | Hala                       | Enrico                  |
| Herberta   |                  | Herba, Herbiea             | Erberto                 |
| Hermana    |                  |                            | Ermanno                 |
| Herschel   |                  |                            |                         |
| Hilarya    |                  |                            | Ilario                  |
| Hildreda   |                  |                            |                         |
| Hirama     | Hyrama           |                            |                         |
| Holdena    |                  |                            |                         |
| Hollisa    |                  |                            |                         |
| Homera     |                  |                            | Omero                   |
| Horatioa   |                  |                            | Orazio                  |
| Howarda    |                  | Howiea                     |                         |
| Hoyta      |                  |                            |                         |
| Huberta    |                  |                            | Uberto                  |
| Hudsona    |                  |                            |                         |
| Hugha      | Hugoa            | Hughiea, Hueya, Hewiea     | Ugo                     |
| Humberta   |                  |                            | Umberto                 |
| Humphreya  | Humphrya         |                            | Umfredo                 |
| Huntera    |                  |                            |                         |

Femminili
| Nome       | Varianti                                                                 | Ipocoristici e alterazioni                       | Corrispondente italiano |
| ---------- | ------------------------------------------------------------------------ | ------------------------------------------------ | ----------------------- |
| Hadleya    |                                                                          |                                                  |                         |
| Haydena    |                                                                          |                                                  |                         |
| Hannaha    |                                                                          |                                                  | Anna                    |
| Harleya    |                                                                          |                                                  |                         |
| Harlowa    |                                                                          |                                                  |                         |
| Harmonya   | Harmoniea                                                                |                                                  | Armonia                 |
| Harpera    |                                                                          |                                                  |                         |
| Havena     |                                                                          |                                                  |                         |
| Hayleya    | Haileea, Haileya, Hailiea, Haleigha, Haleya, Hayleea, Hayleigha, Hayliea |                                                  |                         |
| Hazela     |                                                                          | Hazea                                            |                         |
| Heathera   |                                                                          |                                                  |                         |
| Heidia     |                                                                          |                                                  |                         |
| Helena     | Hellena, Helenaa, Ellena, Elainea                                        | Laneya                                           | Elena                   |
| Henriettaa | Harrieta, Harrietta, Harriettea                                          | Ettaa, Ettiea, Halliea, Hattiea, Hattya, Hettiea | Enrica                  |
| Hephzibah  | Hepzibaha                                                                | Hepsiea, Eppiea                                  |                         |
| Hilarya    | Hillarya                                                                 |                                                  | Ilaria                  |
| Hildaa     | Hyldaa                                                                   |                                                  | Ilda                    |
| Hildreda   |                                                                          |                                                  |                         |
| Hollisa    |                                                                          |                                                  |                         |
| Hollya     | Holliea                                                                  |                                                  |                         |
| Honoraa    | Annoraa                                                                  |                                                  | Onoria                  |
| Hopea      |                                                                          |                                                  |                         |
| Hortensea  |                                                                          |                                                  | Ortensia                |
| Huntera    |                                                                          |                                                  |                         |
| Hyacintha  | Jacintha, Jacindaa                                                       |                                                  | Giacinta                |

## I
Maschili
| Nome     | Varianti          | Ipocoristici e alterazioni | Corrispondente italiano |
| -------- | ----------------- | -------------------------- | ----------------------- |
| Ignatius |                   | Iggya                      | Ignazio                 |
| Indianaa |                   |                            |                         |
| Ingrama  |                   |                            |                         |
| Inigoa   |                   |                            |                         |
| Iraa     |                   |                            |                         |
| Irvinga  | Irvinea, Irvina   |                            |                         |
| Irwina   | Irvina            |                            |                         |
| Isaaca   | Issaca            | Ikea, Issya, Izzya         | Isacco                  |
| Isaiaha  | Isiaha            |                            | Isaia                   |
| Isidorea | Isadora, Isadorea | Issya, Izzya               | Isidoro                 |
| Israela  |                   | Issya, Izzya               | Israele                 |
| Ivana    |                   |                            | Ivano                   |
| Ivora    | Evandera          |                            |                         |

Femminili
| Nome     | Varianti             | Ipocoristici e alterazioni                      | Corrispondente italiano |
| -------- | -------------------- | ----------------------------------------------- | ----------------------- |
| Idaa     |                      | Idellaa, Idellea                                | Ida                     |
| Idoneaa  | Idonya               |                                                 |                         |
| Imogena  | Imogenea             |                                                 |                         |
| Indiaa   |                      |                                                 |                         |
| Indianaa |                      |                                                 |                         |
| Ineza    |                      |                                                 | Ines                    |
| Iolaa    |                      |                                                 | Iole                    |
| Ionaa    |                      |                                                 |                         |
| Ionea    |                      | Noniea                                          | Ione                    |
| Irenea   |                      |                                                 | Irene                   |
| Irisa    |                      |                                                 | Iris                    |
| Irmaa    | Ermaa                |                                                 | Irma                    |
| Isabela  | Isabellaa, Isabellea | Ibbiea, Issya, Izzya, Libbya, Libbiea, Sabellaa | Isabella                |
| Isidoraa | Isadoraa             | Issya, Izzya                                    | Isidora                 |
| Islaa    |                      |                                                 |                         |
| Isoldea  |                      | Issya, Izzya                                    | Isotta                  |
| Ivya     |                      |                                                 |                         |

## J
Maschili
| Nome       | Varianti                          | Ipocoristici e alterazioni | Corrispondente italiano   |
| ---------- | --------------------------------- | -------------------------- | ------------------------- |
| Jacka      | Jakea                             | Jackiea, Jacky             |                           |
| Jacksona   | Jaxona                            |                            |                           |
| Jacoba     |                                   | Jeba, Cobya                | Giacobbe, Giacomo, Jacopo |
| Jadena     | Jaidena, Jadyna                   |                            |                           |
| Jadon      |                                   |                            |                           |
| Jalena     |                                   |                            |                           |
| Jamara     |                                   |                            |                           |
| Jamesa     | Jima, Jimmya, Jimmiea             | Jameya                     | Giacomo                   |
| Jamiea     |                                   |                            |                           |
| Jamisona   |                                   |                            |                           |
| Jareda     | Jaroda, Jarreda, Jerroda          |                            |                           |
| Jasona     |                                   | Jacea                      | Giasone                   |
| Jaspera    |                                   |                            | Gaspare                   |
| Jaya       | Jaea                              |                            |                           |
| Jedidiaha  | Jedediah                          | Jeda                       |                           |
| Jeffersona |                                   |                            |                           |
| Jepthaa    |                                   |                            |                           |
| Jeremiaha  | Jeremya                           | Jerea                      | Geremia                   |
| Jeromea    |                                   |                            | Girolamo                  |
| Jerrya     |                                   |                            |                           |
| Jessea     |                                   | Jessa, Jessiea             |                           |
| Jewela     |                                   |                            |                           |
| Jocelyna   |                                   | Jossa                      |                           |
| Jodya      |                                   |                            |                           |
| Joela      |                                   |                            | Gioele                    |
| Johna      | Iana, Jona                        | Johnnya, Johnniea, Johniea | Giovanni                  |
| Jonathana  | Johnathana, Johnathona, Jonathona | Jona, Jonnya, Jontya       | Gionata                   |
| Jonaha     |                                   |                            | Giona                     |
| Josepha    |                                   | Joea, Joeya                | Giuseppe                  |
| Jordana    | Jordona                           | Judda                      | Giordano                  |
| Joshuaa    |                                   | Josha                      | Giosuè                    |
| Josiaha    |                                   |                            | Giosia                    |
| Joycea     |                                   |                            |                           |
| Judea      |                                   |                            | Giuda                     |
| Juliana    |                                   | Julesa, Joolsa             | Giuliano                  |
| Juliusa    |                                   |                            | Giulio                    |
| Juniora    |                                   |                            |                           |
| Justicea   |                                   |                            |                           |
| Justina    |                                   | Justya                     | Giustino                  |

Femminili
| Nome        | Varianti                                                         | Ipocoristici e alterazioni                                                         | Corrispondente italiano |
| ----------- | ---------------------------------------------------------------- | ---------------------------------------------------------------------------------- | ----------------------- |
| Jacquelinea | Jaquelinea, Jacquelyna, Jaclyna, Jacklyna, Jackalyna, Jacquettaa | Jackia, Jackiea, Cobya, Jacquia                                                    | Giacomina               |
| Jadea       |                                                                  |                                                                                    | Giada                   |
| Jadena      | Jaidena, Jadyna                                                  |                                                                                    |                         |
| Jamiea      | Jamia, Jaimea, Jaimiea, Jaymea                                   |                                                                                    |                         |
| Janea       | Jaynea                                                           | Janicea, Janisa, Janellea, Janela, Janinea, Janenea, Janeya, Janiea, Jayniea, Jana | Giovanna                |
| Janeta      | Janettea, Jannettea                                              |                                                                                    |                         |
| Jasminea    | Jasmina, Jazmina, Jazminea, Yasmina                              |                                                                                    | Gelsomina               |
| Jayea       |                                                                  |                                                                                    |                         |
| Jeana       | Jeanea, Jeannea                                                  | Jeaninea, Jeanninea, Jeaninea, Jeaniea, Jeanniea                                   | Giovanna                |
| Jeannettea  | Jeanettea                                                        |                                                                                    |                         |
| Jemimaa     |                                                                  |                                                                                    |                         |
| Jennifera   | Jenifera, Gaynora                                                | Jena, Jenaa, Jenaea                                                                | Ginevra                 |
| Jennya      | Jennaa, Jennia, Jenniea                                          |                                                                                    |                         |
| Jerrya      | Jeria, Jerria, Jerriea                                           |                                                                                    |                         |
| Jessicaa    |                                                                  | Jessa, Jessiea                                                                     | Jessica                 |
| Jewela      |                                                                  |                                                                                    |                         |
| Joana       | Joanna, Joannaa, Joannea                                         | Joaniea, Joniea, Jonia                                                             | Giovanna                |
| Jocelyna    | Jocelina, Joselyna, Joscelinea                                   | Jossa                                                                              |                         |
| Jodya       | Jodia, Jodiea                                                    |                                                                                    |                         |
| Joellea     | Joellaa                                                          |                                                                                    | Gioela                  |
| Johnnaa     | Johannaa, Johnaa, Johnniea, Johniea, Jannaa                      |                                                                                    | Giovanna                |
| Jolenea     | Joleena                                                          |                                                                                    |                         |
| Joliea      |                                                                  |                                                                                    |                         |
| Jordanaa    | Jordyna                                                          |                                                                                    | Giordana                |
| Josephinea  | Josephinaa, Josephaa                                             | Josiea, Posya, Posiea                                                              | Giuseppina              |
| Joya        | Joyea, Joia                                                      |                                                                                    | Gioia                   |
| Joycea      |                                                                  |                                                                                    |                         |
| Juditha     |                                                                  | Judia, Judiea, Judya                                                               | Giuditta                |
| Juliaa      | Juliea                                                           | Julesa, Joolsa                                                                     | Giulia                  |
| Juliannea   | Juliannaa, Julianaa                                              |                                                                                    | Giuliana                |
| Julieta     |                                                                  |                                                                                    | Giulietta               |
| Julya       |                                                                  |                                                                                    |                         |
| Junea       |                                                                  |                                                                                    |                         |
| Junipera    |                                                                  |                                                                                    |                         |
| Justicea    |                                                                  |                                                                                    |                         |
| Justinaa    | Justinea                                                         | Justya                                                                             | Giustina                |

## K
Maschili
| Nome      | Varianti | Ipocoristici e alterazioni | Corrispondente italiano |
| --------- | -------- | -------------------------- | ----------------------- |
| Keegana   |          |                            |                         |
| Keitha    |          |                            |                         |
| Kellya    | Kelleya  |                            |                         |
| Kelseya   |          |                            |                         |
| Kelvina   |          |                            |                         |
| Kendalla  | Kendala  |                            |                         |
| Kendricka |          |                            |                         |
| Kennarda  |          |                            |                         |
| Kennedya  |          |                            |                         |
| Kennetha  | Kennitha | Kena, Kennya               |                         |
| Kenta     |          |                            |                         |
| Kentona   |          |                            |                         |
| Kenyona   |          |                            |                         |
| Kermita   |          |                            |                         |
| Kerrya    |          |                            |                         |
| Kevina    |          | Keva                       |                         |
| Kima      |          |                            |                         |
| Kimballa  |          |                            |                         |
| Kinga     |          |                            |                         |
| Kingsleya |          |                            |                         |
| Kipa      |          |                            |                         |
| Kirbya    |          |                            |                         |
| Kirka     |          |                            |                         |
| Knoxa     |          |                            |                         |
| Kylea     |          |                            |                         |

Femminili
| Nome       | Varianti                                                                               | Ipocoristici e alterazioni                                                                | Corrispondente italiano |
| ---------- | -------------------------------------------------------------------------------------- | ----------------------------------------------------------------------------------------- | ----------------------- |
| Karena     | Carena                                                                                 |                                                                                           |                         |
| Karina     | Caryna, Karina, Karyna, Karinaa                                                        |                                                                                           |                         |
| Katherinea | Katharinea, Catherinea, Catharinea, Katharyna, Katheryna, Kathryna, Cathryna, Katrinaa | Katea, Katiea, Katya, Kata, Kateya, Kathia, Kathiea, Kathya, Cathya, Kita, Kittya, Trinaa | Caterina                |
| Kaya       |                                                                                        |                                                                                           |                         |
| Kaylaa     |                                                                                        |                                                                                           |                         |
| Kayleea    |                                                                                        |                                                                                           |                         |
| Kaylyna    |                                                                                        |                                                                                           |                         |
| Keishaa    | Keyshaa, Keshiaa                                                                       |                                                                                           |                         |
| Keziah     | Kezia                                                                                  | Kizziea, Kizzya                                                                           |                         |
| Kellya     | Kelleya, Kellia, Kelliea                                                               |                                                                                           |                         |
| Kelseya    |                                                                                        |                                                                                           |                         |
| Kendalla   | Kendala                                                                                |                                                                                           |                         |
| Kendraa    |                                                                                        |                                                                                           |                         |
| Kennedya   |                                                                                        |                                                                                           |                         |
| Kerrya     | Kerria, Kerriea, Keria                                                                 |                                                                                           |                         |
| Kikia      |                                                                                        |                                                                                           |                         |
| Kima       |                                                                                        | Kimmiea, Kimmya                                                                           |                         |
| Kimberlya  | Kimberleya, Kimberleea                                                                 | Kimbraa, Kimmiea, Kimmya                                                                  |                         |
| Kylaa      | Kyliea, Kileya, Kiliea                                                                 |                                                                                           |                         |

## L
Maschili
| Nome      | Varianti           | Ipocoristici e alterazioni                              | Corrispondente italiano |
| --------- | ------------------ | ------------------------------------------------------- | ----------------------- |
| Laceya    |                    |                                                         |                         |
| Lachlana  |                    |                                                         |                         |
| Lacya     |                    |                                                         |                         |
| Lamara    |                    |                                                         |                         |
| Lamberta  |                    |                                                         | Lamberto                |
| Lamonta   |                    |                                                         |                         |
| Lancea    |                    | Lannya                                                  |                         |
| Landona   | Landena            | Lannya                                                  |                         |
| Lanea     | Laynea             | Lannya                                                  |                         |
| Laurencea | Lawrencea, Laurena | Lorena, Lorina, Larrya, Larriea, Lauriea, Lawriea, Laza | Lorenzo                 |
| Lavernea  | Laverna            |                                                         |                         |
| Lawsona   |                    |                                                         |                         |
| Laytona   | Leytona, Leightona |                                                         |                         |
| Leea      | Leigha             |                                                         |                         |
| Lelanda   |                    |                                                         |                         |
| Leona     | Leoa               |                                                         | Leone                   |
| Leonarda  | Lenarda            | Lena, Lenniea, Lennya                                   | Leonardo                |
| Leopolda  |                    |                                                         | Leopoldo                |
| Leroya    | Leroia, Elroya     |                                                         |                         |
| Lesliea   | Lesleya            | Lesa                                                    |                         |
| Lestera   |                    | Lesa                                                    |                         |
| Levia     |                    |                                                         | Levi                    |
| Lincolna  |                    |                                                         |                         |
| Lindena   |                    |                                                         |                         |
| Lindsaya  | Lindseya           |                                                         |                         |
| Lindya    |                    |                                                         |                         |
| Lintona   |                    |                                                         |                         |
| Linwooda  | Lynwooda           |                                                         |                         |
| Lloyda    | Loyda, Floyda      |                                                         |                         |
| Logana    |                    |                                                         |                         |
| Lornea    | Lorna              |                                                         |                         |
| Louisa    | Lewisa             | Louiea, Loua                                            | Luigi                   |
| Lowella   | Lovella, Lovela    |                                                         |                         |
| Luciana   |                    |                                                         | Luciano                 |
| Luciusa   |                    |                                                         | Lucio                   |
| Luckya    |                    |                                                         |                         |
| Lukea     | Lucasa             |                                                         | Luca                    |
| Luthera   |                    |                                                         |                         |
| Lyalla    |                    |                                                         |                         |
| Lylea     |                    |                                                         |                         |
| Lynna     |                    |                                                         |                         |

Femminili
| Nome      | Varianti                            | Ipocoristici e alterazioni                            | Corrispondente italiano |
| --------- | ----------------------------------- | ----------------------------------------------------- | ----------------------- |
| Laceya    |                                     |                                                       |                         |
| Lacya     | Lacia                               |                                                       |                         |
| Laraa     |                                     |                                                       | Lara                    |
| Larissaa  |                                     |                                                       | Larissa                 |
| Lauraa    | Loraa                               | Laureena, Loreena, Laurenea, Lauriea, Loria, Lorindaa | Laura                   |
| Laurela   |                                     |                                                       |                         |
| Laurena   | Laurenciaa, Lorena, Lorenaa         |                                                       | Lorenza                 |
| Lavendera |                                     |                                                       |                         |
| Lavernea  | Laverna                             |                                                       |                         |
| Lavinaa   |                                     |                                                       | Lavinia                 |
| Laylaa    | Lailaa, Leilaa, Lelaa, Lilaa, Lylaa |                                                       | Leila                   |
| Leaha     |                                     |                                                       | Lia                     |
| Leannea   | Leannea, Leanna, Leeanna            |                                                       |                         |
| Leatricea |                                     |                                                       |                         |
| Leea      | Leigha                              |                                                       |                         |
| Lenaa     |                                     | Lenniea, Lennya                                       | Lena                    |
| Leonaa    | Leonea, Leolaa                      |                                                       | Leona                   |
| Leontynea |                                     |                                                       | Leontina                |
| Lesliea   | Lesleya                             | Lessiea                                               |                         |
| Letaa     |                                     |                                                       |                         |
| Letititaa | Letticea                            | Lettiea, Lettya, Tishaa, Tittya                       | Letizia                 |
| Lianaa    |                                     |                                                       | Liana                   |
| Libertya  |                                     |                                                       |                         |
| Lilith    |                                     |                                                       |                         |
| Lilliana  | Liliana                             | Lilliaa                                               | Liliana                 |
| Lilya     | Lillya, Lilliaa                     |                                                       | Lilia                   |
| Linaa     |                                     |                                                       | Lina                    |
| Lindaa    | Lyndaa                              |                                                       | Linda                   |
| Lindsaya  | Lindseya, Linseya                   |                                                       |                         |
| Lindya    |                                     |                                                       |                         |
| Lisaa     | Lisea, Leesaa, Lizaa, Liza          |                                                       | Lisa                    |
| Logana    |                                     |                                                       |                         |
| Loisa     |                                     |                                                       |                         |
| Lorelei   |                                     |                                                       |                         |
| Lornaa    |                                     |                                                       |                         |
| Lorrainea | Lorainea, Loraynea, Larainea        | Loria                                                 | Lorena                  |
| Louisea   | Louisaa                             | Loua                                                  | Luisa                   |
| Lovea     |                                     |                                                       |                         |
| Luanaa    |                                     |                                                       | Luana                   |
| Luanna    | Luannaa, Luannea                    |                                                       |                         |
| Lucillea  | Lucilea                             |                                                       | Lucilla                 |
| Lucindaa  |                                     |                                                       |                         |
| Lucya     | Luciaa                              | Lucettaa                                              | Lucia                   |
| Lydiaa    |                                     | Liddya                                                | Lidia                   |
| Lynettea  | Lynnettea, Linettea                 |                                                       |                         |
| Lynna     | Lyna, Lynnea, Lynnaa                |                                                       |                         |

## M
Maschili
| Nome        | Varianti      | Ipocoristici e alterazioni            | Corrispondente italiano |
| ----------- | ------------- | ------------------------------------- | ----------------------- |
| Macka       |               |                                       |                         |
| Mackenziea  | Mckenziea     | Kenziea                               |                         |
| Maddoxa     |               |                                       |                         |
| Madisona    |               |                                       |                         |
| Majora      |               |                                       |                         |
| Malachia    |               |                                       | Malachia                |
| Malcolma    |               |                                       |                         |
| Mallorya    |               |                                       |                         |
| Malonea     |               |                                       |                         |
| Manleya     |               |                                       |                         |
| Marcusa     | Marka         |                                       | Marco                   |
| Mariona     |               |                                       |                         |
| Marlina     |               |                                       |                         |
| Marlona     |               |                                       |                         |
| Marlowea    |               |                                       |                         |
| Marmadukea  |               |                                       |                         |
| Marquisa    | Marquisea     |                                       |                         |
| Marshalla   | Marshala      |                                       |                         |
| Martina     |               | Martiea, Martya                       | Martino                 |
| Marvina     | Marvyna       |                                       |                         |
| Masona      |               |                                       |                         |
| Matthewa    | Mathewa       | Mata, Matta, Mattiea                  | Matteo                  |
| Mauricea    | Morrisa       | Moea                                  | Maurizio                |
| Mavericka   |               |                                       |                         |
| Maximiliana | Maximilliana  | Maxa                                  | Massimiliano            |
| Maxwella    |               | Maxa                                  |                         |
| Maynarda    |               |                                       | Mainardo                |
| Melvillea   |               |                                       |                         |
| Melvina     | Melvyna       | Mela                                  |                         |
| Mereditha   |               |                                       |                         |
| Meriwethera |               |                                       |                         |
| Merlina     | Merlyna       |                                       | Merlino                 |
| Merrilla    | Merlea        |                                       |                         |
| Merritta    |               |                                       |                         |
| Mertona     |               |                                       |                         |
| Mervyna     | Mervina       | Merva                                 |                         |
| Micaha      |               |                                       | Michea                  |
| Michaela    | Micheala      | Micka, Mickeya, Mickya, Mikea, Mikeya | Michele                 |
| Milburna    |               |                                       |                         |
| Milesa      | Mylesa, Miloa |                                       |                         |
| Milforda    |               |                                       |                         |
| Millarda    |               |                                       |                         |
| Miltona     |               |                                       |                         |
| Mitchella   |               | Mitcha                                |                         |
| Monroea     |               |                                       |                         |
| Montgomerya |               | Montea, Montya                        |                         |
| Mordecai    |               |                                       | Mardocheo               |
| Morgana     |               |                                       |                         |
| Mortimera   |               | Morta, Mortya                         |                         |
| Mortona     |               | Morta, Mortya                         |                         |
| Mosesa      | Mossa         |                                       | Mosè                    |
| Murphya     |               |                                       |                         |
| Murraya     |               |                                       |                         |
| Myrona      |               |                                       | Mirone                  |

Femminili
| Nome       | Varianti                                                                   | Ipocoristici e alterazioni | Corrispondente italiano |
| ---------- | -------------------------------------------------------------------------- | --- | ----------------------- |
| Mabela     | Mabellaa, Mabellea, mablea, Maybellea                                      | |                         |
| Mackenziea |                                                                            | Kenziea |                         |
| Macya      | Maciea, Macia, Maceya                                                      | |                         |
| Madelinea  | Madeleinea, Madelyna, Madalyna, Madlyna, Magdalenea, Magdalenaa, Magdalena | Maddya, Maddiea | Maddalena               |
| Madisona   |                                                                            | Maddya, Maddiea |                         |
| Madonnaa   |                                                                            | |                         |
| Magnoliaa  |                                                                            | |                         |
| Mahalaa    | Mahaliaa                                                                   | |                         |
| Malvinaa   |                                                                            | | Malvina                 |
| Marcelyna  |                                                                            | | Marcella                |
| Marciaa    | Marshaa                                                                    | Marcia, Marciea, Marcya | Marzia                  |
| Margareta  | Margarettaa, Margerya, Marjoriea, Marjorya                                 | Margea, Margiea, Marjea, Maggiea, Meggya, Peggya, Peggiea, Pega, Madgea, Midgea, Mamiea, Margoa, Joriea, Mega, Megana, Meghana, Meagana, Meaghana, Rethaa | Margherita              |
| Mariannaa  | Mariannea                                                                  | | Marianna                |
| Marigolda  |                                                                            | |                         |
| Marindaa   |                                                                            | |                         |
| Marilyna   | Merilyna, Marylyna, Marilynna, Maralyna, Marlyna                           | |                         |
| Marisa     |                                                                            | |                         |
| Marisaa    | Marissaa                                                                   | | Marisa                  |
| Marlenea   | Marlenaa, Marleena                                                         | Marlaa |                         |
| Marleya    | Marleea                                                                    | |                         |
| Marthaa    |                                                                            | | Marta                   |
| Martinaa   |                                                                            | | Martina                 |
| Marya      | Mariaa, Mariaha, Mariea, Mauraa, Moiraa                                    | Mariona, Mariana, Mariela, Mamiea, Maureena, Moreena, Maurenea, Maurinea                                                                                  | Maria                   |
| Maryanna   | Maryannea                                                                  | |                         |
| Marybetha  |                                                                            | |                         |
| Maryloua   | Marylua, Mariloua                                                          | | Marilù                  |
| Matildaa   | Mathildaa, Mauda, Maudea                                                   | Mattiea, Maudiea, Tilliea, Tillya | Matilde                 |
| Mavisa     |                                                                            | |                         |
| Maxinea    | Maxenea                                                                    | |                         |
| Maya       | Maea                                                                       | |                         |
| Mayaa      |                                                                            | | Maia                    |
| Melaniea   | Melanya, Mellonya                                                          | Mela | Melania                 |
| Melbaa     |                                                                            | |                         |
| Melinaa    |                                                                            | |                         |
| Melindaa   | Malindaa                                                                   | Mindya |                         |
| Melissaa   |                                                                            | Mela, Missiea, Missya, Lissaa | Melissa                 |
| Melodya    |                                                                            | |                         |
| Melvaa     |                                                                            | |                         |
| Mercya     | Merciaa                                                                    | |                         |
| Mereditha  | Meridetha, Meriditha                                                       | |                         |
| Merrya     |                                                                            | |                         |
| Miaa       |                                                                            | | Mia                     |
| Michaelaa  | Michellea, Mickeya, Mikkia                                                 | Chellea, Shella | Michela                 |
| Mildreda   |                                                                            | Milliea, Millya |                         |
| Millicenta | Melicenta                                                                  | Milliea, Millya |                         |
| Minaa      |                                                                            | | Mina                    |
| Minervaa   |                                                                            | | Minerva                 |
| Mirandaa   | Myrandaa                                                                   | Randya | Miranda                 |
| Miriama    |                                                                            | | Miriam                  |
| Mistya     | Mistia                                                                     | |                         |
| Muriela    | Meriela, Meryla, Merlea                                                    | |                         |
| Myraa      | Mayraa                                                                     | |                         |
| Mollya     | Molliea, Pollya, Polliea                                                   | |                         |
| Monaa      |                                                                            | |                         |
| Morganaa   | Morgana                                                                    | |                         |
| Moriaha    |                                                                            | |                         |
| Murphya    |                                                                            | |                         |
| Myrtlea    |                                                                            | Myrtiea | Mirta                   |

## N
Maschili
| Nome       | Varianti                 | Ipocoristici e alterazioni | Corrispondente italiano |
| ---------- | ------------------------ | -------------------------- | ----------------------- |
| Nathana    |                          | Nata, Natea                |                         |
| Nathaniela |                          | Nata, Natea                | Natanaele               |
| Neelya     |                          |                            |                         |
| Neila      | Neala, Nigela, Nigellusa |                            |                         |
| Nelsona    |                          |                            |                         |
| Nevillea   | Nevila                   |                            |                         |
| Newtona    |                          | Newta                      |                         |
| Nicholasa  | Nickolasa, Nikolasa      | Nica, Nickya, Cola, Colina | Nicola                  |
| Nilesa     |                          |                            |                         |
| Noaha      |                          |                            | Noè                     |
| Noblea     |                          |                            |                         |
| Noela      |                          |                            |                         |
| Nolana     |                          |                            |                         |
| Norberta   |                          |                            | Norberto                |
| Normana    | Normanda                 | Norma                      | Normanno                |
| Norrisa    |                          |                            |                         |
| Nortona    |                          |                            |                         |
| Norwooda   |                          |                            |                         |

Femminili
| Nome     | Varianti                                       | Ipocoristici e alterazioni | Corrispondente italiano |
| -------- | ---------------------------------------------- | -------------------------- | ----------------------- |
| Nadiaa   |                                                |                            | Nadia                   |
| Nancya   |                                                | Nana                       |                         |
| Naomia   |                                                |                            | Noemi                   |
| Narellea |                                                |                            |                         |
| Nataliea | Nataleea, Natillea                             | Nata                       | Natalia                 |
| Natashaa |                                                | Tashaa                     | Natascia                |
| Nella    | Nellea, Nellaa, Nelliea, Nella, Neldaa         |                            |                         |
| Nevadaa  |                                                |                            |                         |
| Nicolea  | Nicolaa, Nicholea, Nicholaa, Nikolea, Nikkolea | Nickya, Nikkia             | Nicoletta               |
| Nigellaa |                                                |                            |                         |
| Ninaa    | Nenaa                                          |                            | Nina                    |
| Noellea  |                                                |                            |                         |
| Noraa    | Noraha                                         | Noreena, Norenea, Noniea   | Nora                    |
| Normaa   |                                                | Norminaa                   | Norma                   |
| Novaa    |                                                |                            |                         |
| Nydiaa   |                                                |                            |                         |
| Nyreea   |                                                |                            |                         |

## O
Maschili
| Nome     | Varianti            | Ipocoristici e alterazioni | Corrispondente italiano |
| -------- | ------------------- | -------------------------- | ----------------------- |
| Obadiah  |                     |                            | Abdia                   |
| Odella   |                     |                            |                         |
| Ogdena   |                     |                            |                         |
| Olivera  |                     | Olia, Olliea               | Oliviero                |
| Omara    |                     |                            |                         |
| Oraa     |                     |                            |                         |
| Orion    |                     |                            | Orione                  |
| Orsona   |                     |                            |                         |
| Orvillea | Orvala              |                            |                         |
| Osberta  |                     | Oza, Ozziea, Ozzya         |                         |
| Osborna  | Osbornea, Osbournea | Oza, Ozziea, Ozzya         |                         |
| Oscara   |                     | Oza, Ozziea, Ozzya         | Oscar                   |
| Osmonda  |                     | Oza, Ozziea, Ozzya         | Osmondo                 |
| Oswalda  |                     | Oza, Ozziea, Ozzya         | Osvaldo                 |
| Oswina   |                     | Oza, Ozziea, Ozzya         | Ansovino                |
| Otisa    |                     |                            |                         |
| Ottoa    |                     |                            | Oddone                  |
| Owena    |                     |                            |                         |

Femminili
| Nome     | Varianti | Ipocoristici e alterazioni   | Corrispondente italiano |
| -------- | -------- | ---------------------------- | ----------------------- |
| Oceana   |          |                              | Oceana                  |
| Octaviaa |          |                              | Ottavia                 |
| Odeliaa  |          |                              | Odilia                  |
| Odella   |          |                              |                         |
| Odettaa  |          |                              | Odetta                  |
| Olivea   |          | Olliea                       | Oliva                   |
| Oliviaa  | Olyviaa  | Olliea, Liva, Liviaa, Livvya | Olivia                  |
| Oneidaa  |          |                              |                         |
| Opala    |          | Opalinea                     |                         |
| Opheliaa |          |                              | Ofelia                  |
| Oraa     |          |                              |                         |

## P
Maschili
| Nome       | Varianti | Ipocoristici e alterazioni | Corrispondente italiano |
| ---------- | -------- | -------------------------- | ----------------------- |
| Pagea      |          |                            |                         |
| Palmera    |          |                            |                         |
| Pancrasa   |          |                            | Pancrazio               |
| Parkera    |          |                            |                         |
| Patricka   |          | Pata, Patsya               | Patrizio                |
| Paula      |          | Pauliea                    | Paolo                   |
| Paxtona    |          |                            |                         |
| Pearla     |          |                            |                         |
| Percivala  |          |                            |                         |
| Percya     |          | Percea                     |                         |
| Peregrinea |          |                            | Pellegrino              |
| Perrya     |          |                            |                         |
| Petera     | Piersa   | Petea                      | Pietro                  |
| Peytona    | Paytona  |                            |                         |
| Philandera |          |                            | Filandro                |
| Philipa    | Phillipa | Phila, Pipa                | Filippo                 |
| Phoenixa   |          |                            |                         |
| Piercea    | Pearcea  |                            |                         |
| Placida    |          |                            | Placido                 |
| Portera    |          |                            |                         |
| Presleya   |          |                            |                         |
| Prestona   |          |                            |                         |
| Princea    |          |                            |                         |
| Prospera   |          |                            | Prospero                |

Femminili
| Nome          | Varianti                                          | Ipocoristici e alterazioni              | Corrispondente italiano |
| ------------- | ------------------------------------------------- | --------------------------------------- | ----------------------- |
| Paigea        |                                                   |                                         |                         |
| Pamelaa       | Pamellaa, Pameliaa                                | Pama                                    | Pamela                  |
| Pansya        |                                                   |                                         |                         |
| Parkera       |                                                   |                                         |                         |
| Patiencea     |                                                   |                                         |                         |
| Patriciaa     |                                                   | Pata, Triciaa, Trishaa, Trisha          | Patrizia                |
| Pattya        | Pattia, Pattiea, Patsya                           |                                         |                         |
| Paulaa        |                                                   | Paulinaa, Paulinea, Paulettaa           | Paola                   |
| Peacea        |                                                   |                                         | Pace                    |
| Peach         | Peaches                                           |                                         |                         |
| Pearla        | Pearlea                                           | Pearliea                                | Perla                   |
| Penelopea     |                                                   | Pena, Penea, Pennya                     | Penelope                |
| Perdita       |                                                   |                                         |                         |
| Petraa        | Petaa                                             | Petrinaa                                | Pietra                  |
| Petronela     |                                                   | Peronela, Parnela, Pernela              | Petronilla              |
| Petulaa       |                                                   |                                         |                         |
| Petuniaa      |                                                   |                                         |                         |
| Peytona       | Paytona                                           |                                         |                         |
| Philadelphiaa |                                                   |                                         |                         |
| Philippaa     | Philipaa, Phillipaa                               | Pippaa                                  | Filippa                 |
| Philomenaa    |                                                   |                                         | Filomena                |
| Phoebea       | Phebea, Pheobea                                   |                                         | Febe                    |
| Phoenixa      |                                                   |                                         |                         |
| Phyllisa      | Phillisa, Philisa, Phylissa, Phyllidaa, Phillidaa |                                         |                         |
| Pipera        |                                                   |                                         |                         |
| Pleasancea    |                                                   |                                         |                         |
| Poppya        |                                                   |                                         |                         |
| Portiaa       |                                                   |                                         | Porzia                  |
| Preciousa     |                                                   |                                         | Preziosa                |
| Presleya      |                                                   |                                         |                         |
| Primrosea     |                                                   |                                         | Primarosa               |
| Priscillaa    |                                                   | Prisa, Prissya, Sissya, Sissiea, Cissya | Priscilla               |
| Prudencea     |                                                   | Prua, Pruea                             | Prudenzia               |

## Q
Maschili
| Nome     | Varianti                     | Ipocoristici e alterazioni | Corrispondente italiano |
| -------- | ---------------------------- | -------------------------- | ----------------------- |
| Quentina | Quintena, Quintina, Quintona |                            | Quintino                |
| Quincya  | Quinceya                     |                            |                         |
| Quinlana |                              |                            |                         |
| Quinna   | Quina                        |                            |                         |

Femminili
| Nome   | Varianti | Ipocoristici e alterazioni | Corrispondente italiano |
| ------ | -------- | -------------------------- | ----------------------- |
| Queena |          | Queeniea                   |                         |
| Quinna |          |                            |                         |

## R
Maschili
| Nome       | Varianti          | Ipocoristici e alterazioni                                                | Corrispondente italiano |
| ---------- | ----------------- | ------------------------------------------------------------------------- | ----------------------- |
| Raleigha   |                   |                                                                           |                         |
| Ralpha     | Ralfa, Rafea      | Ralphiea                                                                  |                         |
| Randalla   | Randala, Randella | Randya                                                                    |                         |
| Randolfa   | Randolpha         | Randya                                                                    | Randolfo                |
| Raphaela   |                   |                                                                           | Raffaele                |
| Ravena     |                   |                                                                           |                         |
| Raymonda   | Raymunda          | Raya                                                                      | Raimondo                |
| Raynera    |                   |                                                                           | Raniero                 |
| Reagana    | Regana            |                                                                           |                         |
| Reda       | Redda             |                                                                           |                         |
| Reeda      | Reida, Reada      |                                                                           |                         |
| Reginalda  |                   | Rega, Reggiea                                                             | Reginaldo               |
| Reubena    |                   | Rubea                                                                     | Ruben                   |
| Rexa       |                   |                                                                           |                         |
| Reynarda   | Raynarda          |                                                                           | Rainardo                |
| Reynolda   | Ronalda           | Rona, Ronniea, Ronnya                                                     | Rinaldo                 |
| Rhetta     |                   |                                                                           |                         |
| Richarda   |                   | Richa, Richiea, Ritchiea, Ricka, Rickeya, Rickya, Rickiea, Rickia, Dicka, | Riccardo                |
| Ridleya    |                   |                                                                           |                         |
| Rigbya     |                   |                                                                           |                         |
| Rileya     |                   |                                                                           |                         |
| Roberta    | Ruperta           | Roba, Robbiea, Robbya, Boba, Bobbiea, Bobbya                              | Roberto                 |
| Robina     |                   |                                                                           |                         |
| Rockya     |                   |                                                                           | Rocco                   |
| Rodericka  |                   | Roda, Roddya                                                              | Rodrigo                 |
| Rodneya    |                   | Roda, Roddya                                                              |                         |
| Rogera     | Rodgera           | Rodgea                                                                    | Ruggero                 |
| Rolanda    | Rowlanda          | Rolya                                                                     | Rolando                 |
| Roosevelta |                   |                                                                           |                         |
| Roscoea    |                   |                                                                           |                         |
| Rossa      |                   |                                                                           |                         |
| Roswella   |                   |                                                                           |                         |
| Rowana     |                   |                                                                           |                         |
| Rowleya    |                   |                                                                           |                         |
| Roya       |                   |                                                                           |                         |
| Royala     | Royalea           |                                                                           |                         |
| Roycea     |                   |                                                                           |                         |
| Rudolpha   | Rodolpha          | Rudya, Rolfa, Rolpha, Rolloa                                              | Rodolfo                 |
| Rudyarda   |                   |                                                                           |                         |
| Rufusa     |                   |                                                                           | Rufo                    |
| Russella   | Russela           | Russa                                                                     |                         |
| Rustya     |                   |                                                                           |                         |
| Ryana      | Riana             |                                                                           |                         |

Femminili
| Nome      | Varianti                                                    | Ipocoristici e alterazioni             | Corrispondente italiano |
| --------- | ----------------------------------------------------------- | -------------------------------------- | ----------------------- |
| Rachela   | Racheala, Rachaela, Rachellea, Raquela, Racquela            | Raea                                   | Rachele                 |
| Ravena    |                                                             |                                        |                         |
| Reagana   | Regana, Raegana                                             |                                        |                         |
| Rebeccaa  | Rebeccaha, Rebeckaha, Rebekaha                              | Beccaa, Beckaa, Beckaha, Beckya, Rebaa | Rebecca                 |
| Regana    |                                                             |                                        |                         |
| Reginaa   | Regenaa                                                     |                                        | Regina                  |
| Reneea    | Renaea, Renaa                                               |                                        | Renata                  |
| Rhettaa   |                                                             |                                        |                         |
| Rhiannona | Reannona, Rhiannaa, Reannaa, Rheannaa                       |                                        |                         |
| Rhodaa    |                                                             |                                        |                         |
| Rhondaa   | Rondaa                                                      |                                        |                         |
| Richellea | Richardinea                                                 | Rickia                                 | Riccarda                |
| Rileya    |                                                             |                                        |                         |
| Robertaa  |                                                             | Robbiea, Bobbia, Bobbiea               | Roberta                 |
| Robina    | Robyna, Robinaa, Robynnea                                   |                                        |                         |
| Rochellea |                                                             |                                        |                         |
| Romainea  | Romaynea                                                    |                                        | Romana                  |
| Ronaa     |                                                             |                                        |                         |
| Rosabela  |                                                             | Rosa, Roza                             |                         |
| Rosaliea  |                                                             | Rosa, Roza                             | Rosalia                 |
| Rosalinda | Rosalina, Rosalinea, Rosaleena, Rosalyna, Roselyna, Roslyna | Rosa, Roza                             | Rosalinda               |
| Rosamunda | Rosamonda                                                   | Rosa, Roza                             | Rosmunda                |
| Rosannaa  | Rosannaha, Rosannea, Rozannea, Roseanna, Roseannea          |                                        | Rosanna                 |
| Rosea     | Rosaa                                                       | Rosiea, Rosya                          | Rosa                    |
| Rosemarya |                                                             | Rosa, Roza, Romya, Romeya              |                         |
| Rowana    | Rowannea                                                    |                                        |                         |
| Rowenaa   | Rowinaa                                                     |                                        |                         |
| Roxanea   | Roxannea, Roxanaa, Roxannaa                                 | Roxiea, Roxya                          | Rossana                 |
| Rubya     | Rubyea                                                      |                                        | Rubina                  |
| Ruea      |                                                             |                                        |                         |
| Rutha     |                                                             | Ruthiea                                | Rut                     |

## S
Maschili
| Nome         | Varianti                        | Ipocoristici e alterazioni | Corrispondente italiano |
| ------------ | ------------------------------- | -------------------------- | ----------------------- |
| Sacheverella |                                 | Sachiea                    |                         |
| Sagea        |                                 |                            |                         |
| Samsona      |                                 | Sama, Sammiea, Sammya      | Sansone                 |
| Sampsona     |                                 |                            |                         |
| Samuela      |                                 | Sama, Sammiea, Sammya      | Samuele                 |
| Sandya       |                                 |                            |                         |
| Sanforda     | Sandforda                       |                            |                         |
| Sawyera      |                                 |                            |                         |
| Schuylera    | Skylera, Skylara                |                            |                         |
| Scotta       | Scota                           | Scottiea, Scottya          |                         |
| Seana        | Shanea, Shaynea, Shauna, Shawna |                            | Giovanni                |
| Sebastiana   |                                 |                            | Sebastiano              |
| Selwyna      | Selwin                          |                            |                         |
| Setha        |                                 |                            |                         |
| Sewarda      |                                 |                            |                         |
| Seymoura     |                                 |                            |                         |
| Shannona     | Shanona                         |                            |                         |
| Shelbya      |                                 |                            |                         |
| Sheldona     |                                 | Shela                      |                         |
| Shelleya     |                                 |                            |                         |
| Sheltona     |                                 |                            |                         |
| Sheridana    |                                 |                            |                         |
| Shermana     |                                 |                            |                         |
| Sherwooda    |                                 |                            |                         |
| Shirleya     |                                 |                            |                         |
| Sidneya      | Sydneya                         | Sida, Syda                 |                         |
| Sigmunda     |                                 |                            | Sigismondo              |
| Silasa       |                                 |                            |                         |
| Silvera      |                                 |                            |                         |
| Silvestera   | Sylvestera                      | Slysup>a                   | Silvestro               |
| Simona       |                                 |                            | Simone                  |
| Sladea       |                                 |                            |                         |
| Smitha       |                                 |                            |                         |
| Solomona     |                                 |                            | Salomone                |
| Sonnya       | Sonniea                         |                            |                         |
| Spencera     |                                 |                            |                         |
| Spikea       |                                 |                            |                         |
| Stacya       | Staceya                         |                            |                         |
| Stafforda    |                                 |                            |                         |
| Stanleya     |                                 | Stana                      |                         |
| Stephena     | Stevena                         | Stepha, Stevea, Steviea    | Stefano                 |
| Sterlinga    | Stirlinga                       |                            |                         |
| Storma       |                                 |                            |                         |
| Stuarta      | Stewarta                        | Stua, Stewa                |                         |
| Sullivana    |                                 |                            |                         |
| Sunday       |                                 |                            |                         |

Femminili
| Nome       | Varianti                                            | Ipocoristici e alterazioni                         | Corrispondente italiano |
| ---------- | --------------------------------------------------- | -------------------------------------------------- | ----------------------- |
| Sablea     |                                                     |                                                    |                         |
| Sabrinaa   | Sabrynaa                                            |                                                    | Sabrina                 |
| Saffrona   |                                                     |                                                    |                         |
| Sagea      |                                                     |                                                    |                         |
| Salomea    |                                                     |                                                    | Salomè                  |
| Samanthaa  |                                                     | Sama, Sammiea, Sammya, Sammia                      | Samantha                |
| Samaraa    |                                                     |                                                    |                         |
| Sandraa    | Sondraa, Zandraa                                    |                                                    | Sandra                  |
| Sandya     | Sandiea                                             |                                                    |                         |
| Sapphirea  |                                                     |                                                    | Zaffira                 |
| Saraha     | Saraa                                               | Sallya, Salliea, Sala, Sadiea                      | Sara                    |
| Savannaha  | Savannaa, Zavannaa                                  |                                                    |                         |
| Scarletta  | Scarleta                                            |                                                    |                         |
| Seannaa    |                                                     |                                                    |                         |
| Selinaa    |                                                     |                                                    |                         |
| Selmaa     | Zelmaa                                              |                                                    |                         |
| Seraphinaa |                                                     |                                                    | Serafina                |
| Serenaa    | Serinaa, Serrenaa                                   |                                                    | Serena                  |
| Serenitya  |                                                     |                                                    |                         |
| Shaea      | Shayea                                              |                                                    |                         |
| Shaelyna   |                                                     |                                                    |                         |
| Shannona   | Shanona, Shannena, Shannaa, Shanaa                  |                                                    |                         |
| Sharona    | Sharrona, Sharyna, Sharonaa                         | Sharia                                             |                         |
| Shaunaa    | Shawnaa                                             |                                                    |                         |
| Shawneea   |                                                     |                                                    |                         |
| Shelbya    |                                                     |                                                    |                         |
| Shelleya   |                                                     | Shella                                             |                         |
| Sheridana  |                                                     |                                                    |                         |
| Sherrya    | Sherria, Sherriea, Sheriea, Shereea, Sheria, Sharia |                                                    |                         |
| Shirleya   | Sherleya, Shirleea                                  |                                                    |                         |
| Shondaa    | Shawndaa                                            |                                                    |                         |
| Sibyla     | Sybila,                                             |                                                    | Sibilla                 |
| Sidneya    | Sydneya, Cydneya, Sydnea, Sydniea, Sidniea          |                                                    |                         |
| Sidonya    |                                                     |                                                    | Sidonia                 |
| Siennaa    | Sienaa                                              |                                                    |                         |
| Sierraa    | Cierraa, Cieraa, Ciaraa, Kiraa, Kyraa               |                                                    |                         |
| Silviaa    | Sylviaa                                             |                                                    | Silvia                  |
| Simonea    |                                                     | Simonettea                                         | Simona                  |
| Skya       |                                                     |                                                    |                         |
| Skyea      |                                                     |                                                    |                         |
| Skylera    | Skylara                                             |                                                    |                         |
| Sloanea    | Sloana                                              |                                                    |                         |
| Soniaa     | Sonyaa                                              |                                                    | Sonia                   |
| Sophiaa    | Sophiea, Sophya                                     | Sophya                                             | Sofia                   |
| Springa    |                                                     |                                                    |                         |
| Stacya     | Staceya, Stacia, Staciea, Staciaa, Staceea          |                                                    |                         |
| Stara      | Starra, Starlaa                                     |                                                    |                         |
| Stellaa    |                                                     |                                                    | Stella                  |
| Stephaniea | Stephanya, Stephania, Stephaniaa                    | Stepha, Steviea                                    | Stefania                |
| Storma     |                                                     |                                                    |                         |
| Suellena   |                                                     |                                                    |                         |
| Summera    | Sommera                                             |                                                    |                         |
| Sundaya    |                                                     |                                                    |                         |
| Sunshinea  |                                                     |                                                    |                         |
| Susannaa   | Susana, Suzana, Suzannea, Suzannaa                  | Susiea, Suziea, Suzya, Suzia, Suea, Sukiea, Zannaa | Susanna                 |

## T
Maschili
| Nome      | Varianti                                | Ipocoristici e alterazioni   | Corrispondente italiano |
| --------- | --------------------------------------- | ---------------------------- | ----------------------- |
| Talona    |                                         |                              |                         |
| Talbota   |                                         |                              |                         |
| Tannera   |                                         |                              |                         |
| Tatea     |                                         |                              |                         |
| Taylora   |                                         |                              |                         |
| Templea   |                                         |                              |                         |
| Terencea  | Terrencea, Terancea, Terrancea          | Tela                         | Terenzio                |
| Terrella  | Terella                                 |                              |                         |
| Terrya    |                                         | Tela                         |                         |
| Texa      |                                         |                              |                         |
| Thaddeusa |                                         | Thada, Tada                  | Taddeo                  |
| Thanea    |                                         |                              |                         |
| Theoa     |                                         |                              | Teo                     |
| Theobalda |                                         | Tibbya                       | Teobaldo                |
| Theodorea |                                         | Teda, Teddya                 | Teodoro                 |
| Thomasa   |                                         | Thoma, Toma, Tommya, Tommiea | Tommaso                 |
| Timothya  |                                         | Tima, Timmya                 | Timoteo                 |
| Titusa    |                                         |                              | Tito                    |
| Tobiasa   | Tobya                                   |                              | Tobia                   |
| Tobina    |                                         |                              |                         |
| Todda     | Toda                                    |                              |                         |
| Tracya    | Traceya                                 | Tracea                       |                         |
| Travisa   |                                         |                              |                         |
| Trenta    |                                         |                              |                         |
| Trentona  |                                         |                              |                         |
| Trevora   |                                         | Treva                        |                         |
| Treya     |                                         |                              |                         |
| Tristana  | Tristena, Tristina, Tristona, Tristrama |                              | Tristano                |
| Troya     |                                         |                              |                         |
| Trumana   |                                         |                              |                         |
| Tyea      |                                         |                              |                         |
| Tylera    | Tylara, Tylora                          | Tya                          |                         |
| Tyronea   | Tyrona                                  | Tya                          |                         |
| Tysona    |                                         | Tya                          |                         |

Femminili
| Nome        | Varianti                                | Ipocoristici e alterazioni     | Corrispondente italiano |
| ----------- | --------------------------------------- | ------------------------------ | ----------------------- |
| Tabithaa    | Tabathaa                                | Tabbya, Tibbya                 | Tabita                  |
| Taceya      |                                         |                                |                         |
| Tallulaha   | Tallula, Talullah, Talulla, Talulah     |                                |                         |
| Tamaraa     | Tameraa, Tamraa                         | Tammya, Tammiea, Tammia, Tamia | Tamara                  |
| Tamikaa     | Tamekaa                                 |                                |                         |
| Tanyaa      | Taniaa                                  |                                | Tania                   |
| Taraa       | Taraha, Teraa, Terraa                   |                                |                         |
| Taryna      |                                         |                                |                         |
| Tatianaa    | Tatiannaa                               | Tianaa                         | Tatiana                 |
| Tawnya      | Tawniea, Tawneea                        |                                |                         |
| Taylora     |                                         |                                |                         |
| Temperancea |                                         |                                |                         |
| Tempesta    |                                         |                                |                         |
| Templea     |                                         |                                |                         |
| Terrya      | Teria, Terria, Terriea                  |                                |                         |
| Tessaa      | Tessa, Tessiea                          |                                |                         |
| Theaa       |                                         |                                | Tea                     |
| Thelmaa     |                                         |                                |                         |
| Theodoraa   |                                         |                                | Teodora                 |
| Tiffanya    | Tiffania, Tiffanie, Tiffinya, Tiphaniea |                                | Teofano                 |
| Theresaa    | Teresaa                                 | Teria, Terria, Terriea         | Teresa                  |
| Thomasinaa  |                                         | Tamsina, Tamsena, Tamsyna      | Tommasina               |
| Tiaraa      |                                         |                                |                         |
| Tildaa      |                                         |                                | Tilde                   |
| Timothaa    |                                         |                                | Timotea                 |
| Tinaa       |                                         |                                | Tina                    |
| Tracya      | Traceya, Traceea, Tracia, Traciea       |                                |                         |
| Trinitya    |                                         |                                |                         |
| Tristaa     |                                         |                                | Tristana                |
| Twilaa      | Twylaa                                  |                                |                         |

## U
Maschili
| Nome     | Varianti | Ipocoristici e alterazioni | Corrispondente italiano |
| -------- | -------- | -------------------------- | ----------------------- |
| Ulrica   |          |                            | Ulrico                  |
| Ulyssesa |          |                            | Ulisse                  |
| Uriah    |          |                            | Uria                    |

Femminili
| Nome    | Varianti | Ipocoristici e alterazioni | Corrispondente italiano |
| ------- | -------- | -------------------------- | ----------------------- |
| Ulyssaa |          |                            |                         |
| Ursulaa |          |                            | Orsola                  |

## V
Maschili
| Nome       | Varianti | Ipocoristici e alterazioni    | Corrispondente italiano |
| ---------- | -------- | ----------------------------- | ----------------------- |
| Valentinea |          | Vala                          | Valentino               |
| Vancea     |          | Vana                          |                         |
| Vaughna    | Vaughan  |                               |                         |
| Verea      |          |                               |                         |
| Vernona    |          | Verna                         |                         |
| Victora    |          | Vica                          | Vittorio                |
| Vincenta   |          | Vina, Vincea, Vinniea, Vinnya | Vincenzo                |
| Virgila    |          |                               | Virgilio                |

Femminili
| Nome      | Varianti                    | Ipocoristici e alterazioni                                  | Corrispondente italiano |
| --------- | --------------------------- | ----------------------------------------------------------- | ----------------------- |
| Valeriea  | Valariea, Valarya, Valoriea | Vala                                                        | Valeria                 |
| Vanessaa  |                             | Nessaa                                                      | Vanessa                 |
| Veldaa    |                             |                                                             |                         |
| Velveta   |                             |                                                             |                         |
| Veraa     |                             |                                                             | Vera                    |
| Veritya   |                             |                                                             |                         |
| Vernaa    |                             |                                                             |                         |
| Veronicaa |                             | Ronia, Ronniea                                              | Veronica                |
| Victoriaa |                             | Vica, Vickya, Vickia, Vickiea, Vikkia, Torya, Toriaa, Toria | Vittoria                |
| Violeta   | Violaa                      | Via                                                         | Viola                   |
| Virginiaa |                             | Virgiea, Virgeea, Ginnya, Ginniea, Jinnya                   | Virginia                |
| Viviana   | Vivyana                     |                                                             | Viviana                 |

## W
Maschili
| Nome        | Varianti | Ipocoristici e alterazioni                                  | Corrispondente italiano |
| ----------- | -------- | ----------------------------------------------------------- | ----------------------- |
| Wadea       |          |                                                             |                         |
| Waldoa      |          |                                                             | Valdo                   |
| Walkera     |          |                                                             |                         |
| Wallacea    |          | Wallya                                                      |                         |
| Waltera     |          | Walta, Wata, Wallya                                         | Gualtiero               |
| Waltona     |          |                                                             |                         |
| Warda       |          |                                                             |                         |
| Wardella    |          |                                                             |                         |
| Warnera     |          |                                                             |                         |
| Warrena     |          |                                                             |                         |
| Warwicka    | Warricka |                                                             |                         |
| Washingtona |          |                                                             |                         |
| Waylanda    | Waylona  |                                                             |                         |
| Waynea      |          |                                                             |                         |
| Webstera    |          |                                                             |                         |
| Weldona     |          |                                                             |                         |
| Wendella    |          |                                                             |                         |
| Wesleya     | Westleya | Wesa                                                        |                         |
| Westona     |          |                                                             |                         |
| Whitneya    |          |                                                             |                         |
| Wilbura     |          |                                                             |                         |
| Wilburna    |          |                                                             |                         |
| Wileya      |          |                                                             |                         |
| Wilfreda    | Wilfrida | Wilfa                                                       | Vilfredo                |
| Wilforda    |          |                                                             |                         |
| Willarda    |          |                                                             |                         |
| Williama    |          | Willa, Wila, Williea, Willya, Billa, Billiea, Billya, Liama | Guglielmo               |
| Willisa     |          |                                                             |                         |
| Wilmera     |          |                                                             |                         |
| Wilsona     |          |                                                             |                         |
| Wiltona     |          |                                                             |                         |
| Winfreda    |          |                                                             | Vinfredo                |
| Winstona    |          |                                                             |                         |
| Winthropa   |          |                                                             |                         |
| Wintona     |          |                                                             |                         |
| Wolfa       |          |                                                             | Ulfo                    |
| Woodrowa    |          | Woodya                                                      |                         |
| Wrighta     |          |                                                             |                         |
| Wyatta      |          |                                                             |                         |

Femminili
| Nome        | Varianti                   | Ipocoristici e alterazioni | Corrispondente italiano |
| ----------- | -------------------------- | -------------------------- | ----------------------- |
| Wandaa      | Vondaa                     |                            | Wanda                   |
| Wendya      | Wendia, Wendaa             |                            |                         |
| Whitneya    |                            |                            |                         |
| Wildaa      |                            |                            |                         |
| Wilfredaa   |                            |                            | Vilfreda                |
| Wilhelminaa |                            | Minniea, Wila, Willaa      | Guglielmina             |
| Willowa     |                            |                            |                         |
| Wilmaa      | Velmaa                     | Wila                       | Wilma                   |
| Winifreda   | Winnifreda                 | Winniea, Fredaa, Freddiea  |                         |
| Winonaa     | Wynonaa, Wenonaa, Wenonaha |                            |                         |
| Wrena       |                            |                            |                         |

## X
Maschili
| Nome    | Varianti         | Ipocoristici e alterazioni | Corrispondente italiano |
| ------- | ---------------- | -------------------------- | ----------------------- |
| Xandera | Zandera          |                            | Sandro                  |
| Xaviera | Xaviora, Zaviera |                            | Saverio                 |

Femminili
| Nome     | Varianti | Ipocoristici e alterazioni | Corrispondente italiano |
| -------- | -------- | -------------------------- | ----------------------- |
| Xanthiaa |          |                            |                         |
| Xavieraa | Zaviaa   |                            | Saveria                 |

## Y
Maschili
| Nome    | Varianti | Ipocoristici e alterazioni | Corrispondente italiano |
| ------- | -------- | -------------------------- | ----------------------- |
| Yancya  |          |                            |                         |
| Yoricka |          |                            |                         |
| Yorka   |          |                            |                         |

Femminili
| Nome     | Varianti | Ipocoristici e alterazioni | Corrispondente italiano |
| -------- | -------- | -------------------------- | ----------------------- |
| Yadiraa  |          |                            |                         |
| Yolandaa | Yolondaa |                            | Iolanda                 |
| Yvettea  | Evettea  |                            | Iva                     |
| Yvonnea  | Evonnea  |                            | Yvonne                  |

## Z
Maschili
| Nome      | Varianti                                             | Ipocoristici e alterazioni | Corrispondente italiano |
| --------- | ---------------------------------------------------- | -------------------------- | ----------------------- |
| Zacharya  | Zachariaha, Zechariaha, Zacherya, Zackarya, Zackerya | Zaca, Zacha, Zacka, Zaka   | Zaccaria                |
| Zanea     |                                                      |                            |                         |
| Zedekiah  |                                                      | Zeda                       | Sedecia                 |
| Zephaniah |                                                      | Zepha                      | Sofonia                 |

Femminili
| Nome    | Varianti           | Ipocoristici e alterazioni | Corrispondente italiano |
| ------- | ------------------ | -------------------------- | ----------------------- |
| Zaraa   |                    |                            | Zara                    |
| Zariaa  |                    |                            |                         |
| Zeldaa  |                    |                            |                         |
| Zinniaa |                    |                            |                         |
| Zoea    | Zoëa, Zoeya, Zoiea |                            | Zoe                     |